# 宮心計2深宮計
《宮心計2深宫计》（英語：Deep in the Realm of Conscience），香港電視廣播有限公司及企鵝影業聯合拍攝製作的古裝宮廷電視劇，採用雙機拍攝。由胡定欣、劉心悠、馬浚偉、馬國明、蕭正楠、陳煒及黃心穎領銜主演，由謝雪心、羅霖、康華、張慧儀、張文慈、韓馬利、李龍基、呂珊、李美慧及韋家雄聯合演出，並由米雪、麥玲玲及周秀娜特别演出。監製方俊華，總監製梅小青，出品人孫忠懷及杜之克。此劇為2009年《宮心計》的姊妹作，事隔九年後推出的全新故事。
故事從唐玄宗（馬浚偉 飾）平定韋皇后（米雪 飾）之亂開始。故事當中涵蓋兩個唐朝歷史事件，分別是「唐隆政变」及「先天政變」，講述唐朝宮廷爭權奪利、爾虞我詐的實況。
此劇為2017無綫節目巡禮14部劇集之一、無綫海外業務及簡介2017所推介17部劇集之一、2017香港國際影視展16部推介劇集之一、2018無綫節目巡禮13部劇集之一及2018香港國際影視展17部推介劇集之一。

## 播出時間
| 频道         | 所在地           | 播映日期      | 播出时间 | 备注                                              |
| ------------ | ---------------- | ------------- | -------- | ------------------------------------------------- |
| 翡翠台       | 香港             | 2018年5月21日 | 20:30    | 星期一至五每日播出一集                            |
| myTV SUPER   | 香港             | 2018年5月21日 | 23:30    | 逢星期一至五23:30上載一集                         |
| TVB Anywhere | （部分國家除外） | 2018年5月21日 | 20:00    | 5月21日率先上载10集 5月31日起逢星期一至五上載一集 |
| SCTV9        | 越南             | 2018年5月21日 | 19:00    | 星期一至五每日播出一集                            |
| 大大平台     | 臺灣             | 2018年5月21日 | 20:30    | 星期一至五上載                                    |
| 腾讯视频     | 中国大陆         | 2018年5月25日 | 20:00    | 每周一至周五更新1集 、 会员提前看2集              |
| 八大第一台   | 臺灣             | 2019年2月12日 | 19:00    | 週一至週五播出兩集                                |
| 星衛娛樂台   | 臺灣             | 2023年1月29日 | 21:40    | 星期日，連播三集                                  |

## 演員表

### 大唐皇室
| 演員           | 角色     | 暱稱／關係 | 角色最終狀況 |
| 林惜貞         | 武則天   | 武皇陛下→則天聖后 中國歷史上唯一被正史追認的女皇帝 唐高宗李治之繼室皇后 唐中宗李顯、唐睿宗李旦及太平公主之母 肅明皇后及昭成皇后之家姑，二人同遭她陷害並賜死 武攸暨之堂姑姐、岳母兼殺妻仇人 鈴兒之堂姑奶奶，被她賜死 要脅章瓊香陷害劉皇嗣妃與竇德妃施行厭勝之術，並秘密處死二人，同時將身為婕妤的周雨嫣發配守陵 於薛紹被處死後強迫武攸暨與太平公主成親，並賜死攸暨髮妻鈴兒 曾將李隆基幽禁宮中七年 | 已故         |
| 米 雪          | 韋       | 韋皇后→韋太 唐中宗李顯之繼室皇后 李重茂之嫡母 李隆基之伯娘兼天敵，後被其推翻 被指控與女兒安樂公主毒害唐中宗，企圖牝雞司晨成為女皇帝 當年指使元瑈送毒湯給太平公主，意圖毒死其但事敗，最終令元瑈因此被殺 曾派刺客企圖殺害李隆基，但因王蓁以身擋刀而失敗 於第1集被李隆基與任三恕在中宗靈前以尚方斬馬劍誅殺 （特別演出第1集） | 被刺殺       |
| 李龍基         | 李 旦    | 相王→唐睿宗→太上皇 居於甘露殿 後退位給李隆基 唐高宗李治及武則天之皇四子 太平公主之皇兄 肅明皇后、昭成皇后、王芳媚及周雨嫣之夫 李成器、李隆基、安怀公主及何離之父皇 元玥之義父 因太平公主滅門文泉書院而被何離視為仇人 於第1集登基為帝 於第18集內禪位太子李隆基，成為太上皇，但保留權力 於第20集在淑妃的建議下認元玥為義女，冊封其為大唐公主 於第30集被李隆基懷疑他因中水銀毒以致身體變差 於第31集以刀殺死欲以髮釵刺殺淑太妃 於第35集得知太平公主企圖謀反 于第36集正式把皇權交給李隆基 于第36集欲與何離相認，但因何離決心離宮而否認是其親兒，對方又請李成器協助在滴血驗親的結果中造假，令二人血液不能混合 |              |
|                | 劉 氏    | 劉皇嗣妃→肅明皇后 （追封） 韋之妯娌 唐睿宗李旦之皇后 李成器及何離之亡母 李隆基及安怀公主之亡嫡母 太平公主之皇嫂 多年前因被武則天陷害，以她與竇德妃二人向武氏施行厭勝術為由被賜死 被賜死並送到亂葬崗後，用最後一口氣誕下幼子何離並把他交給章瓊香，對方暗中把何離託真嚴大師送出宮外，交託岳州淨圓佛寺之無因大師代為照顧 死忌為癸巳年，三月初二（即何離出生之日） 於第14集被李旦追封為“肅明皇后”，靈位安放於宮中之儀光廟內 | 已故         |
| 潘冠霖         | 竇 氏    | 竇德妃→昭成皇后 （追封） 韋之妯娌 唐睿宗李旦之德妃 李隆基之亡母 多年前因被武則天陷害，以她與劉皇嗣妃二人向武氏施行厭勝術為由被賜死 於第14集被李旦追封為“昭成皇后”，靈位安放於儀光廟內 | 已故         |
| 呂 珊          | 王芳媚   | 賢妃→賢太妃 韋之妯娌 唐睿宗李旦之賢妃（四夫人之一） 於第18集成為太妃 於第20集被鄭昭儀之侍女水仙行刺受傷，雖然之後身體情況有所好轉，但卻變得瘋瘋癲癲，於第27集毆打淑太妃，於第29集突然向王蓁及太平公主出氣 於第29集薨逝，但李旦及李隆基對其死因有所懷疑，後者與任三恕及何離合作查出她猝死背後的真相 於第30集被李隆基懷疑她被周雨嫣以水銀毒殺，並於第31集證實此事 | 猝死         |
| 韓馬利         | 周雨嫣   | 婕妤→淑妃→淑太妃 居於承香殿 韋之妯娌 唐睿宗李旦之淑妃（四夫人之一） 安懷公主之母 原本人品善良，更經常幫忙照顧李成器及李隆基 多年前被武則天發配守陵，再度回宮後變成佛口蛇心，城府甚深，並深恨劉氏、竇氏及王芳媚 於第16集被李旦接回宮中，被冊封淑妃，實為欲向眾人報復才答應再次跟李旦回宮 於第18集成為太妃 於第27集被中毒的賢太妃掌摑 於第30集被龍武軍及太平公主查出，為使用水銀毒害賢太妃及太上皇的真兇 於第31集向李旦表明因不滿當年只有賢太妃能安在宮中陪伴李旦，但自己與初生女兒卻被發配守陵，間接令女兒受苦患病致死，但李旦登基後卻只追封為其誕下皇子的肅明皇后及昭成皇后，遺忘多年前已傳出死訊的她，因此心存怨恨，並毒殺賢太妃及企圖毒死李旦 於第31集企圖以頭上髮釵殺害李旦，反被李旦用利刀刺死 | 被刺殺       |
| 陳 煒          | 太平公主 | 居于千秋殿 唐睿宗李旦之皇妹 李隆基之姑姑兼天敵，前者被立為太子後與之矛盾日深 王蓁之姑奶奶兼天敵 鄭純熙之舅母兼姑奶奶，對其照顧有加，二人關係融洽，實質欲利用純熙鏟除李隆基，後反目 與李隆基、任三恕及何離因爭權而敵對 薛紹之表妹兼妻子 武攸暨之堂表妹兼繼室，與其關係疏離，最後在他臨死前被感動 指使秦槐殺死尹采蕎，及每月十五到回心院鞭打吳翠瑩 認為當年因吳翠瑩之口供令駙馬薛紹被處死，為向她報復而將她弄瞎，並囚禁於回心院內 一直覬覦皇位，企圖延續武后的紅妝時代 於第9集假扮被武攸暨鬼魂附身後毆打元玥、陸碧雲及徐相思，但反被王蓁掌摑 於第11集被王蓁擺一道，並於第12集被李旦得悉於宮外不斷集結兵力，被李旦恩准她離宮赴蒲州 於第14集因肅明皇后及昭成皇后之追封大典而回宫 於第15集在李隆基為她與宋王所設餞行宴上假扮中毒，並在李旦前抹黑及指控李隆基企圖毒死她，使隆基被李旦下旨在查明真相前須禁足於鷹池院 於第17集向李旦及李隆基交回蒲州的管治權，以換取李旦信任並得以繼續留宮 於第21集告知鄭純熙，王蓁為向元玥報復，設計使她被冊封為大唐公主，迫她前赴突厥和親 於第26集被李隆基揪出芙蓉乃是她安插在鄭純熙身邊的內奸，最終令鄭純熙與其反目 於第28集得知肅明皇后遺孤可能尚在人間 於第34集得知肅明皇后遺孤為何離，並意圖拉攏他 於第35集以尚宮局上下性命，要脅章瓊香協助在後宮散播反李隆基的謠言，後謀害何離，利用其皇室身分嫁禍李隆基以圖謀反，反中隆基計謀，並遭秦槐背叛 於第36集上吊自盡 | 自殺         |
| 張達倫         | 薛 紹    | 駙馬 爵位：平陽縣子 太平公主之亡姑表兄兼亡夫 鄭純熙之亡舅父、亡姑家翁兼亡表伯家翁 因其兄薛顗謀反受牽連，又被吳翠瑩口供間接所累，遭武則天處斬 | 已故         |
| 曾偉權         | 武攸暨   | 駙馬 爵位：楚國公→定王（追封） 太平公主之舅表哥兼第二任丈夫，與其關係疏離，實質真心愛她，臨死前終感動對方 铃兒之夫 被武則天強迫與太平公主結婚，髮妻鈴兒因此被賜死 患有心悸病，並一直隱瞞此事 許章之好友及其病人 於第1集向尹采蕎拿回薛绍留給太平公主的古玉，卻被元倩瑜撞見，被她以為二人幽會並欲告訴太平公主，與尹采蕎時與她發生推撞，使其頭部受傷後失足，後頸撞到尖物導致頸骨戳斷而死 於第7集為保護太平公主而將囚禁及殘虐吳翠瑩的控罪一力承擔，被判處斬首 於第8集被斬，追封定王 | 被處決       |
| 李天翔         | 李成器   | 宋王 韋后及太平公主之皇侄 唐睿宗李旦及肅明皇后之嫡長子 李隆基同父異母之嫡長兄，與他合力對抗太平公主 何離之親兄 安懷公主同父異母之嫡長兄 元倩瑜之夫 本被太平公主以嫡長子為由力捧為太子，但因自知不及李隆基了解朝政，加上本身不喜政事，遂於第4集向李旦進言立隆基為太子 管理雍州事務 於第14集因亡母之追封大典而回宮 於第18集返回雍州 於第36集助李隆基鏟除太平公主的叛軍黨羽，及後受何離所托，使其與李旦滴血認親時，血液不能凝合 |              |
| 陸詩韻         | 元倩瑜   | 宋王妃 宋王李成器之妻 李隆基、安怀公主及何離之嫂子 於第1集因章瓊香拒絕借出霓裳閣鑰匙而毆打她，後因姚思源巴結自己而借得鑰匙 後在霓裳閣撞見尹採蕎及武攸暨，以為二人幽會，欲告訴太平公主，被企圖阻止她的尹采蕎扯跌，頭部撞向檯角流血，一怒之下欲以金釵殺死尹採蕎，與武攸暨糾纏期間失去平衡，被鳳鳥飾品插入後頸骨致死 死後被尹采蕎掛於霓裳閣太子妃禮服衣架之上，造成蕭淑妃冤魂索命之表象 於第3集以正一品貴妃禮儀下葬 | 意外喪生     |
| 張傲程（童年） | 李隆基   | 楚王→臨淄王→平王→皇太子→唐玄宗 居於武德殿 韋之侄兒兼天敵 唐睿宗李旦及昭成皇后之子，又名三郎 肅明皇后、王芳媚及周雨嫣之繼子 太平公主之皇侄兒兼天敵，被立為太子後與其矛盾日深，後滅其黨羽，並賜死之 與任三恕及何離情同手足 王蓁及鄭純熙之夫，於第21集和王蓁關係逐漸破裂，於第26集開始與鄭純熙修補關係 李成器同父異母之弟 安怀公主同父異母之兄 何離同父異母之兄 元玥之義兄（于第36集提及他才是杀死元瑈的真兇，但元玥並不知情） 童年時曾被武則天幽禁七年 七歲時曾對武懿宗直斥其非 於第1集誅殺韋，並擁立李旦為帝，從而由郡王進封親王 於第4集被立為太子 於第15集被太平公主設局陷害，遭李旦禁足於鷹池院 於第17集得王蓁及元玥揭穿太平公主中毒的內情，而成功平反 於第18集登基為帝 於第21集指責王蓁因元玥曾為刺傷賢太妃一事替鄭純熙洗脫嫌疑，以及二人感情日漸增厚，而設計將捨身護主的親信趕走 於第22集設局令元玥不需遠嫁突厥 於第25集懷疑王蓁與藏書閣失火及鄭純熙被困火場有關，為包庇王蓁而誣陷南宮琹是真兇，但最終成恭為保護南宮琹而代為認罪 於第26集設局，揪出太平公主安插於鄭純熙身邊之內應芙蓉 於第31集因王蓁指使陳茗風設局令鄭純熙流產，失去取得實權的機會 於第35集與何離、任三恕、元玥及尚宮局眾人設局，並收買秦槐作為內應，令太平公主誤信自己奸計得逞後，指證她意圖謀反奪位 於第36集李旦決定退位後正式獲得皇權 於第36集掌權後恩准尚宮局之章瓊香、汪敏、南宮琹、陸碧雲及徐相思按照自己意願選擇去留 於第36集告知王蓁自己早悉她為保皇后之位所作惡行，並因過去一直包庇對方而自覺愧對鄭純熙，最後下旨將她打入冷宮，並指今後絕不會再見對方 於第36集回憶自己才是當年殺死元瑈之真兇，但為拉攏元玥而將殺死元瑈之罪名嫁禍於太平公主 |              |
| 馬浚偉         | 李隆基   | 楚王→臨淄王→平王→皇太子→唐玄宗 居於武德殿 韋之侄兒兼天敵 唐睿宗李旦及昭成皇后之子，又名三郎 肅明皇后、王芳媚及周雨嫣之繼子 太平公主之皇侄兒兼天敵，被立為太子後與其矛盾日深，後滅其黨羽，並賜死之 與任三恕及何離情同手足 王蓁及鄭純熙之夫，於第21集和王蓁關係逐漸破裂，於第26集開始與鄭純熙修補關係 李成器同父異母之弟 安怀公主同父異母之兄 何離同父異母之兄 元玥之義兄（于第36集提及他才是杀死元瑈的真兇，但元玥並不知情） 童年時曾被武則天幽禁七年 七歲時曾對武懿宗直斥其非 於第1集誅殺韋，並擁立李旦為帝，從而由郡王進封親王 於第4集被立為太子 於第15集被太平公主設局陷害，遭李旦禁足於鷹池院 於第17集得王蓁及元玥揭穿太平公主中毒的內情，而成功平反 於第18集登基為帝 於第21集指責王蓁因元玥曾為刺傷賢太妃一事替鄭純熙洗脫嫌疑，以及二人感情日漸增厚，而設計將捨身護主的親信趕走 於第22集設局令元玥不需遠嫁突厥 於第25集懷疑王蓁與藏書閣失火及鄭純熙被困火場有關，為包庇王蓁而誣陷南宮琹是真兇，但最終成恭為保護南宮琹而代為認罪 於第26集設局，揪出太平公主安插於鄭純熙身邊之內應芙蓉 於第31集因王蓁指使陳茗風設局令鄭純熙流產，失去取得實權的機會 於第35集與何離、任三恕、元玥及尚宮局眾人設局，並收買秦槐作為內應，令太平公主誤信自己奸計得逞後，指證她意圖謀反奪位 於第36集李旦決定退位後正式獲得皇權 於第36集掌權後恩准尚宮局之章瓊香、汪敏、南宮琹、陸碧雲及徐相思按照自己意願選擇去留 於第36集告知王蓁自己早悉她為保皇后之位所作惡行，並因過去一直包庇對方而自覺愧對鄭純熙，最後下旨將她打入冷宮，並指今後絕不會再見對方 於第36集回憶自己才是當年殺死元瑈之真兇，但為拉攏元玥而將殺死元瑈之罪名嫁禍於太平公主 |              |
| 胡定欣         | 王       | 臨淄王妃→平王妃→太子妃→王皇后→廢后 前期居於武德殿，後期居於安仁殿 表面母儀天下，大方得体，实则陰險奸诈心狠手辣，多次陷害郑昭仪以防止對方得到李隆基宠爱 李隆基之妻 鄭純熙之天敵，多次陷害她並使她滑胎 任三恕之舊情人，因他多次協助鄭純熙，與對方矛盾日增，最後對方因自己殺死甘若芊而反目 太平公主之侄媳婦兼天敵 王仁皎之女 王葭同父異母之姊，被王蓁陷害而毀容 元玥之主子兼好友知己，於第22集反目 在韋后派刺客謀害李隆基時曾捨身擋刀，當時李隆基向其許下「我不亡，你不死」之承諾，此疤痕被其視為自己的「免罪符」 於第1集因李隆基進爵親王，由郡王妃進為親王妃 於第2集被太平公主誣蔑為殺死元倩瑜（宋王妃）之兇手 於第4集成為太子妃，接管尚宮局 於第10集使計將元玥由太平公主之千秋殿調回武德殿 於第11集設局讓太平公主離宮 於第13集經太醫診斷懷孕，欲親自告訴太子喜訊故意命人隱瞞 於第14集太平公主揭露其與任中郎在破廟共度一宵，為避嫌打算延遲公佈懷孕一事 於第15集告訴太子李隆基懷孕喜訊，但因夢見到冤鬼王葭滾下床而流產 於第18集被冊立為皇后，被太平公主告知因滑胎而不能再孕 於第19集用熏香蓋使自己臉部受傷，陷害鄭昭儀 於第20集向淑太妃提議收元玥為李旦義女，實因元玥證明鄭純熙清白而懷恨在心，欲把元玥遠嫁給突厥王子為妃，但最後失敗；於第21集被李隆基指責她為向元玥報復而陷害對方 於第23集不滿任三恕在李隆基面前為鄭純熙說好話，更指自己當年對任三恕有恩，欲迫使對方在二人間選擇歸邊 於第24集派人到藏書閣施藥令鄭純熙昏迷後纵火，因任三恕出手救出鄭純熙而失敗 於第25集被李隆基懷疑為縱火主謀而與之口角，但在太平公主逼問時，李隆基仍包庇王蓁並誣陷南宮琹是真兇 於第27集趁李隆基不在宮中，與文可謙及陳茗風聯手陷害鄭純熙與任三恕於紫蘭苑苟且，並帶同淑太妃揭穿，在何離力证二人清白之下，仍與淑太妃迫何離三日內找出呼喊救命的宮女，最終因甘若芊承認是自己誣陷二人而令奸計落空 於第30集指使陳茗風毒殺文可謙 於第31集因鄭純熙拒絕將龍裔交由其照顧而決定指使陳茗風設局令鄭純熙流產 于第33集用石头袭击甘若芊，以致重伤昏迷，最終令其死亡 于第33集毒杀陈茗風 於第34集鄭純熙帶同毒酒晉見，欲與她對飲同歸於盡，但她並未中計，反使鄭純熙中毒身亡 於第35集在朝上指證太平公主私製龍袍意圖奪位謀反 于第36集向李隆基展示當年為他擋刀留下的長疤作為「免罪符」並指對方因曾對自己許下同生共死之承諾而不能治其死罪，最終被李隆基打入冷宮 | 幽禁         |
| 周秀娜         | 鄭純熙   | 鄭昭儀 居於薰風殿 身手了得，武藝非凡 為人心地善良，比較單純而且胸無城府 當朝將軍鄭雲遠之女 太平公主之侄媳婦兼外甥女，並深得其照顧，二人關係融洽，實質被其利用，於第26集反目 李隆基之妃 王蓁之天敵，並遭其多次陷害，但卻一直誤信其為好人，於第33集得知其真面目後與其反目成仇 任三恕之舊相識 元玥及甘若芊之知心好友 於第18集登場 於第19集王蓁欲建議將其封為正五品才人或正三品婕妤不果，最後在太平公主建議下後被李隆基封為正二品昭儀 於第19集被王蓁設計陷害其弄傷自己而被李隆基憎恨 於第20集被王蓁污衊為刺傷賢太妃的同謀，但最後得元玥向太上皇說出事發經過而洗脫嫌疑 於第22集得知元玥不想嫁到突厥，到佛光寺誠心禱告，令李隆基刮目相看，最後隆基出手使元玥與突厥王子和親一事取消 於第22集被王蓁侍婢偷走其手帕藏於武德殿，藉此陷害她出賣李隆基，令其失去隆基信任 於第24集與元玥得知汪敏家中慘況後，向太平公主求助，最終太上皇答允令汪敏繼續留於宮中 於第24集為學習婦德，到藏書閣抄寫書經時被王蓁派人施放迷香並縱火，幸得任三恕相救而撿回性命 於第26集被李隆基設計，揭穿其近身侍婢芙蓉是太平公主內應，與公主對質後二人反目 於第27集被王蓁及陳若風陷害自己與任三恕於紫蘭苑苟且，第28集甘若芊為救任三恕而承認誣陷二人而得以証清白 於第28集懷上龍裔 於第31集被王蓁指使陳茗風設局導致流產 於第33集遊園時無意聽見陳茗風假扮的女聲與之前於紫蘭湯外求救之宮婢相似，在試探下得知所有謀害自己的事件及導致甘若芊受傷後死亡之主謀皆為王蓁，但陳茗風被皇后威嚇而沒有在對質時說出真相 於第34集要求李隆基將王蓁治罪，為自己、枉死腹中之孩兒及被殺害之好友甘若芊討回公道但不果，因而決定帶同毒酒拜訪王蓁想與對方共飲後同歸於盡，但被王蓁看穿計謀而失敗並中毒身亡 於第35集出現李隆基之回憶中 於第36集李隆基認為因自己一直包庇王蓁惡行才會痛失二人之皇兒，最終令她枉死更含恨而終，自覺愧對於她，因此在獲得皇權後將王蓁打入冷宮，還她及二人枉死孩兒一個公道 （特別演出第18至34集） | 毒發身亡     |
| 鄭佑男         | 李重茂   | 唐殤帝→溫王 唐中宗李顯之庶三子兼四子 韋后之繼子，並被她擁立為帝以助爭權 於第1集韋后伏法後被逼退位予相王，並改封溫王 | 離宮         |
|                | 安懷公主 | 安懷公主 唐睿宗李旦及周雨嫣之女 肅明皇后、昭成皇后及王芳媚之繼女 李成器及李隆基同父異母之妹 何離同父異母之妹 在滿月不久便跟隨母親周雨嫣一同被發配守陵後身染頑疾 因其母向外假傳其母女二人之死訊而離開陵墓，其後多年來一直跟隨母親在宮外飄泊 因患病急需“烏莎罗”入药，其母親托賢妃從宮中取藥，但是藥還沒送到便已傳來病逝消息 於第16集由周雨嫣口中證實其已因肺蟲之症病逝 | 已故         |
| 蕭正楠         | 何 離    | 何中郎→李皇嗣→平民 隸屬龍武軍 生辰為癸巳年，三月初二 為當年肅明皇后被賜死並送到亂葬崗後，用最後一口氣所誕下，之後被暗中交給章瓊香，後者拜託真嚴大師送出宮外，交託岳州淨圓佛寺無因大師代為照顧 孤兒，實為唐睿宗李旦及肅明皇后之嫡幼子 李成器之親弟 李隆基同父異母之弟，二人情同手足 安怀公主同父異母之弟 昭成皇后、周雨嫣及王芳媚之继子 元玥之鍾情對象，後因元玥被迫嫁給突厥阿史那王子而被拆散，最後復合結為夫婦 與任三恕情同手足 太平公主之皇侄，與其不和 於第22集被章瓊香認出其手臂上之胎記，而懷疑其真正身份為肅明皇后之子 於第25集因無因大師向章瓊香之回信，首次得知自己身世 於第33集在真嚴大師入宮被太平公主查問後，懷疑自己之身世 於第33集末向章瓊香求證下，確認自己真正身份 於第34集被太平公主得悉其身份並意圖拉攏他，身世同時被李隆基得悉後，向隆基表示未有爭奪皇位之意，並決意助對方登上龍位 於第35集在李隆基謀劃下，偽裝向太平公主投誠，串通秦槐假裝被其殺死，後於朝上揭發太平公主企圖謀反 於第36集向李成器表示自己已決定離宮，並請對方協助，使自己其與李旦滴血認親時血液不能凝合，最後與元玥離宮 參見龍武軍 | 離宮         |
| 黃雪兒（童年） | 元 玥    | 司設房宮婢→司設房女史→太平公主之宮婢→王蓁之近身侍婢→玲瓏公主→平民 居於玲瓏閣 元瑈之親妺 李旦之義女 何離之鍾情對象，後因被迫嫁給突厥阿史那王子而被拆散，最後復合 王蓁之宫女兼好友，後反目 甘若芊、成恭及鄭純熙之好友 與李隆基互相欣賞，後成为義兄妹，但不知李隆基是殺姊真兇 太平公主之義侄女，誤會對方是殺姊兇手 李成器及安怀公主之義妹 父母因病相繼死亡而變成孤兒 曾於燕北雜耍團工作，因此對民間見識甚廣，而且身手了得，曾多次助眾人解決疑難，又多次保護皇室成員有功 對人善良及待人以誠，對事黑白分明 為尋找一年前突然失去聯絡之親姊元瑈而入宮 於第17集得知其姊約於一年前已死亡，及在宮中留下三樽柑桔給自己作嫁妝 於第20集在王蓁向李旦及淑太妃建議下被李旦收為義女並冊封為玲瓏公主 於第21集找到其姊留下之記號，成功找到姐姐留給自己之柑桔 于第21集被王蓁因不滿她之前為鄭純熙澄清，被設局與突厥阿史那王子和親作為報復 於第22集李隆基被鄭純熙真誠祈求打動，最後出手令阿史那王子取消和親一事 於第31集因王蓁及陳茗風設計陷害，間接令鄭純熙流產 於第33集得知王蓁多次陷害鄭純熙，及其為殺害甘若芊之真兇 於第34集在甘若芊及鄭純熙相繼被王蓁害死後，對王蓁心懷怨恨 於第35集從汪敏得知，由李隆基偽作元瑈去世的假真相 於第35集因誤會太平公主殺死其姊，到千秋殿怒斥其惡毒，險遭對方持劍殺死，後得何離出面保護才脫險，亦因而得悉何離真正身份為皇裔 於第35集带领尚宫局一局四司，供出太平公主擾亂後宮及企圖謀反之罪證 于第36集恢复平民身份，与何離離开皇宫 參見尚宮局 | 離宮         |
| 劉心悠         | 元 玥    | 司設房宮婢→司設房女史→太平公主之宮婢→王蓁之近身侍婢→玲瓏公主→平民 居於玲瓏閣 元瑈之親妺 李旦之義女 何離之鍾情對象，後因被迫嫁給突厥阿史那王子而被拆散，最後復合 王蓁之宫女兼好友，後反目 甘若芊、成恭及鄭純熙之好友 與李隆基互相欣賞，後成为義兄妹，但不知李隆基是殺姊真兇 太平公主之義侄女，誤會對方是殺姊兇手 李成器及安怀公主之義妹 父母因病相繼死亡而變成孤兒 曾於燕北雜耍團工作，因此對民間見識甚廣，而且身手了得，曾多次助眾人解決疑難，又多次保護皇室成員有功 對人善良及待人以誠，對事黑白分明 為尋找一年前突然失去聯絡之親姊元瑈而入宮 於第17集得知其姊約於一年前已死亡，及在宮中留下三樽柑桔給自己作嫁妝 於第20集在王蓁向李旦及淑太妃建議下被李旦收為義女並冊封為玲瓏公主 於第21集找到其姊留下之記號，成功找到姐姐留給自己之柑桔 于第21集被王蓁因不滿她之前為鄭純熙澄清，被設局與突厥阿史那王子和親作為報復 於第22集李隆基被鄭純熙真誠祈求打動，最後出手令阿史那王子取消和親一事 於第31集因王蓁及陳茗風設計陷害，間接令鄭純熙流產 於第33集得知王蓁多次陷害鄭純熙，及其為殺害甘若芊之真兇 於第34集在甘若芊及鄭純熙相繼被王蓁害死後，對王蓁心懷怨恨 於第35集從汪敏得知，由李隆基偽作元瑈去世的假真相 於第35集因誤會太平公主殺死其姊，到千秋殿怒斥其惡毒，險遭對方持劍殺死，後得何離出面保護才脫險，亦因而得悉何離真正身份為皇裔 於第35集带领尚宫局一局四司，供出太平公主擾亂後宮及企圖謀反之罪證 于第36集恢复平民身份，与何離離开皇宫 參見尚宮局 | 離宮         |

### 龍武軍
| 演員           | 角色   | 暱稱／關係 | 角色最終狀況 |
| 馬國明         | 任三恕 | 任中郎→任將軍→平民 龍武軍中郎→龍武軍將軍 李隆基之下屬，與其情同手足 王蓁之舊情人，因對方父母已為其與李隆基訂下婚約而被迫分手，後因得知對方多次陷害鄭純熙後而與對方產生矛盾，亦因其曾多次助鄭純熙脫險而導致王蓁之奸計失敗而被王蓁敵視，最終更因對方殺死甘若芊而憎恨對方並反目 郑純熙之舊相識及恩人 何離之上司，與其情同手足 甘若芊之單戀對象，後與其相戀 於第9集懷疑何離有參與宮外行刺而用無裝有金頂藥的藥瓶試探其，得和因由借金頂藥給其，因此事被太平公主在甘露殿向皇帝李旦及賢妃誤指其有份參與宮外行刺一事，但後李隆基及何離幫自己澄清 於第14集被太平公主揭露其於太子妃於破廟共度一宵，得太子澄清誤會 於第18被李隆基晉封為將軍 於第23集王蓁向其表示不滿他在李隆基面前幫鄭純熙說好話 於第24集在藏書閣中救出身陷火海的鄭純熙，令其能死裡逃生 於第26集向甘若芊表白自己的感情，表示會當甘若芊的參天大樹 於第27集被王蓁使計誣陷其與鄭純熙暗結私情 於第28集因甘若芊為保護任三恕而在李隆基面對承認是自己誣陷二人苟且，終令甘若芊被判杖刑 於第34集得知何離之身世 於第34集向李隆基以死勸諫，表示其確定何離並沒有謀反奪位之意及希望對方不要殺忠臣何離 於第35集請求李隆基在對方取得皇權後能念昔日手足之情答應今後絕不加害何離及還甘若芊一個公道，終獲對方答應並兌現承諾 於第35集為協助李隆基與何離、元玥及尚宮局眾人設局，令太平公主中計後在朝上指供對方一直在宮外擴大兵力並企圖謀反奪位 於第36集助李隆基獲得皇權後向其請示出宮，欲一圓甘若芊之遺願，遨遊天際 | 離宮         |
| 李昊朗（童年） | 何 離  | 何隊正→何參軍→何中郎 文泉書院書生→龍武軍隊正→龍武軍參軍→龍武軍中郎 其生辰為癸巳年，三月初二 當年在肅明皇后被殺害送到亂葬崗後用最後一口氣誕下其，之後暗中將其交給章瓊香，後其被章瓊香託真嚴大師送出宮外並交託岳州的淨圓佛寺之無因大師代為照顧 孤兒，实为李旦、肃明皇后之嫡幼子 李成器之親弟 李隆基同父異母之弟，與其情同手足 元玥之鍾情對象，後因元玥被迫嫁給突厥阿史那王子而被拆散，最後復合，成為其之丈夫 任三恕之下屬，與其情同手足 大師兄之師弟 於第1集與其大師兄為報文泉書院遭滅門之仇而設局讓其成功加入龍武軍 於第8集協助大師兄幪面在宮外湖邊行刺皇帝李旦 於第9集向任三恕坦白及解釋參與宮外行刺一事的因由，並跪求其借用金頂藥來醫治大師兄，雖獲相助但卻連累對方被太平公主指控為行刺李旦的犯人之同黨，後得李隆基及時出手解圍脫險；後得太子及任三恕為其保守此秘密，並命其盡忠報效大唐及查明文泉書院遭滅門之真相 於第11集在宮內校場後的森林裏遺失其師父給予的平安竹 於第13集被元玥發現其就是小時候的螢火蟲哥哥 於第14集得元玥歸還其之前遺失的平安竹，並相認 於第18集被李隆基晉封為中郎 於第22集與任三恕任將軍成功阻止突厥阿史那王子出使大唐和與元玥和親 参见大唐皇室 | 離宮         |
| 蕭正楠         | 何 離  | 何隊正→何參軍→何中郎 文泉書院書生→龍武軍隊正→龍武軍參軍→龍武軍中郎 其生辰為癸巳年，三月初二 當年在肅明皇后被殺害送到亂葬崗後用最後一口氣誕下其，之後暗中將其交給章瓊香，後其被章瓊香託真嚴大師送出宮外並交託岳州的淨圓佛寺之無因大師代為照顧 孤兒，实为李旦、肃明皇后之嫡幼子 李成器之親弟 李隆基同父異母之弟，與其情同手足 元玥之鍾情對象，後因元玥被迫嫁給突厥阿史那王子而被拆散，最後復合，成為其之丈夫 任三恕之下屬，與其情同手足 大師兄之師弟 於第1集與其大師兄為報文泉書院遭滅門之仇而設局讓其成功加入龍武軍 於第8集協助大師兄幪面在宮外湖邊行刺皇帝李旦 於第9集向任三恕坦白及解釋參與宮外行刺一事的因由，並跪求其借用金頂藥來醫治大師兄，雖獲相助但卻連累對方被太平公主指控為行刺李旦的犯人之同黨，後得李隆基及時出手解圍脫險；後得太子及任三恕為其保守此秘密，並命其盡忠報效大唐及查明文泉書院遭滅門之真相 於第11集在宮內校場後的森林裏遺失其師父給予的平安竹 於第13集被元玥發現其就是小時候的螢火蟲哥哥 於第14集得元玥歸還其之前遺失的平安竹，並相認 於第18集被李隆基晉封為中郎 於第22集與任三恕任將軍成功阻止突厥阿史那王子出使大唐和與元玥和親 参见大唐皇室 | 離宮         |
| 黃耀煌         | 呂 鋒  | 龍武軍 任三恕與何離之下屬及親信，與二人情同手足 於第22集得知任三恕與何離出宮之始末後決定陪同二人一起出發到隴西合力阻止突厥王子到長安和親，最終成功令阿史那王子決定不到長安及折返突厥並取消與玲瓏公主和親一事 於第30集協助任三恕找出當年文可謙一家出言誣捏徐相思之父造謠謀反之記錄，令徐陸兩家成功翻案 |              |
| 朱滙林         | 譚 發  | 龍武軍 任三恕與何離之下屬及親信，與二人情同手足 於第22集得知任三恕與何離出宮之始末後決定陪同二人一起出發到隴西合力阻止突厥王子到長安和親，最終成功令阿史那王子決定不到長安及折返突厥並取消與玲瓏公主和親一事 於第30集協助任三恕找出當年文可謙一家出言誣捏徐相思之父造謠謀反之記錄，令徐陸兩家成功翻案 |              |
| 姚宏遠         | 方 正  | 龍武軍 任三恕與何離之下屬及親信，與二人情同手足 於第22集得知任三恕與何離出宮之始末後決定陪同二人一起出發到隴西合力阻止突厥王子到長安和親，最終成功令阿史那王子決定不到長安及折返突厥並取消與玲瓏公主和親一事 於第30集協助任三恕找出當年文可謙一家出言誣捏徐相思之父造謠謀反之記錄，令徐陸兩家成功翻案 |              |
| 施駿喆         | 唐 先  | 龍武軍 任三恕與何離之下屬及親信，與二人情同手足 於第22集得知任三恕與何離出宮之始末後決定陪同二人一起出發到隴西合力阻止突厥王子到長安和親，最終成功令阿史那王子決定不到長安及折返突厥並取消與玲瓏公主和親一事 於第30集協助任三恕找出當年文可謙一家出言誣捏徐相思之父造謠謀反之記錄，令徐陸兩家成功翻案 |              |
| 陳健文         | 鍾 浦  | 龍武軍 任三恕及何離之下屬 |              |
| 黃毅進         | 賀 祥  | 龍武軍 任三恕及何離之下屬 |              |
| 陳卓華         | 蕭 大  | 龍武軍 任三恕及何離之下屬 |              |
| 馬俊明         | 輔 旺  | 龍武軍 任三恕及何離之下屬 |              |
| 莫家淦         | 卓 修  | 龍武軍 任三恕及何離之下屬 |              |
| 曾海昌         |        | 龍武軍 任三恕及何離之下屬 |              |
| 李偉健         |        | 龍武軍 任三恕及何離之下屬 |              |
| 葉家泓         |        | 龍武軍 任三恕及何離之下屬 |              |
| 余應彤         |        | 龍武軍 任三恕及何離之下屬 |              |
| 彭紀諺         |        | 龍武軍 任三恕及何離之下屬 |              |
| 盧海鷹         |        | 龍武軍 任三恕及何離之下屬 |              |
| 章景恆         |        | 龍武軍 任三恕及何離之下屬 |              |
| 方紹聰         |        | 龍武軍 任三恕及何離之下屬 |              |

### 尚宮局
| 演員           | 角色       | 暱稱／關係 | 角色最終狀況 |
| 謝雪心         | 章瓊香     | 章尚宮 尚宮（正五品）、女官之首 為人公事公辦、歷經八朝之变 不滿徐相思及陸碧雲經常針鋒相對 表面針對南宮琹，但平日她亦對他多加提點及待她為親生女兒般 二十多年前被武則天要脅陷害劉皇嗣妃及竇德妃而害死二人，並一直深感悔疚 在劉皇嗣妃被殺害送到亂葬崗後其用最後一口氣誕下何離，之後暗中將其孩兒託真嚴大師送出宮外並交託岳州的淨圓佛寺之無因大師代為照顧 與汪敏、徐相思、陸碧雲情同姊妹 於第1集因拒把霓裳閣鑰匙借予元倩瑜而遭其毆打 於第3集被姚思源誣衊殺害元倩瑜，後自證清白 於第7集因隱瞞當年吳翠瑩失蹤一事而遭王蓁處罰於佛堂跪拜一日 於第16集因太平公主在李隆基準備的餞別宴上吐血昏倒，懷疑尚宮局有人下毒謀害公主，而被龍武軍囚禁於掖牢調查 於第17集因王蓁以身作證，而揭破太平公主中毒的陰謀及揪出真兇後獲釋 于第22集见到女史中互傳之画中见何离竟与当年恩人(劉皇嗣妃)的遗孤有着同样的胎记，便懷疑其就是劉皇嗣妃之子，其之後更為證實此事而四出調查 於第25集收到由無因大師寄來的回信，確定何離是劉皇嗣妃之子 於第30集假裝與徐相思反目，事實上要令文可謙露出馬腳，更因此揭發他陷害徐陸兩家的事實 於第33集向何離坦白告知對方其真正身份為肅明皇后之子 於第35集與尚宫局众人指证太平公主企圖奪位之罪证 于第36集辭去尚宫之位，居住于仪光庙静修 |              |
| 羅 霖          | 徐相思     | 徐司珍 司珍房司珍（正六品） 負責掌管珠釵翠環 陸碧雲之表妹，與其因家族誤會而反目及敵對，後和好 與章瓊香、南宮琹、汪敏情同姊妹 其原為將軍府的千金小姐，但因遭文可謙一家陷害其父而令其家破人亡，並使陸碧雲一家受牽連及遭處罰 於第7集因隱瞞當年吳翠瑩失蹤一事而遭王蓁處罰於佛堂跪拜一日 於第9集被太平公主掌摑 于第12集被因頭上帶有菊花髮髻而勾起葉凌霜的恨意而差點遭其殺害，幸好陸碧雲發現並及時阻止但反令對方身陷險境，最後在二人合力抵抗下才成功脫險，更因此事與陸碧雲和好，並成為好友 於第26集被王蓁發現其與陸碧雲曾經鍾情太醫文可謙，期後更被對方離間二人之關係，而令到二人心有芥蒂，實際是演戲 於第30集假裝與尚宮局等人反目，事實上要令文可謙露出馬腳，亦因此揭發他陷害徐陸兩家的事實，並成功為徐陸兩家翻案 於第35集與尚宮局眾人在朝上指出太平公主意圖奪位之罪證 於第36集與陸碧雲離宮，於杭州開辦店鋪，售賣衣裳珠釵 | 離宮         |
| 康 華          | 南宮琹     | 南宮司設 司設房司設（正六品） 負責掌管陳設擺飾 為人樂觀而謹慎行事 成恭之好友兼傾慕對象，後答應與對方对食 被章瓊香針對，但平日亦被她多加提點及被她待她為親生女兒般 與汪敏、徐相思、陸碧雲情同姊妹 於第7集因隱瞞當年吳翠瑩失蹤一事而遭王蓁處罰於佛堂跪拜一日 於第16集因太平公主在李隆基準備的餞別宴上吐血昏倒，懷疑尚宮局有人下毒謀害公主，而被龍武軍囚禁於掖牢調查 於第17集因王蓁以身作證，而揭破太平公主中毒的陰謀及揪出真兇後獲釋 于第19集被太平公主掌摑 於第25集被龍武軍懷疑與藏書閣縱火案有關，而被請回去恊助調查，但由於李隆基想包庇擁有最大嫌疑的王蓁，而誣陷她是真兇，本應要被大理寺收押，但成恭替她頂罪而被發配邊疆，因此而終於認清自己對其之心意更覺得一直愧對對方 於第26集在成恭離宮前終於答應與其對食，並在其被流放後一直鬱鬱寡歡 於第30集假裝與徐相思反目，事實上要令文可謙露出馬腳，亦因此揭發他陷害徐陸兩家的事實 於第35集與尚宮局眾人在朝上指出太平公主意圖奪位之罪證 於第36集離宮，前往榆關尋找成恭，最終發現對方已病逝，後決定定居於成恭生前所住之小屋，並將對方視為其夫君 | 離宮         |
| 張慧儀         | 陸碧雲     | 陸司製 司製房司製（正六品） 負責掌管針黹刺繡 徐相思之表姐，與其因家族誤會而反目及敵對，後和好 與章瓊香、南宮琹、汪敏情同姊妹 當年因徐相思之父親被文可謙一家陷害謀反而令其一家因連坐法遭受牽連 於第7集因隱瞞當年吳翠瑩失蹤一事而遭王蓁處罰於佛堂跪拜一日 於第9集被太平公主掌摑 於第12集眼見徐相思在御花園遭神秘人襲擊而出手相助反令自己身陷險境，最後在二人合力抵抗下成功脫險，更因此事與徐相思和好，並成為好友 於第26集被王蓁發現其與徐相思曾經鍾情太醫文可謙，期後更被對方離間二人之關係，而令到二人心有芥蒂，實際是演戲 於第29集龍武軍在陸碧雲房間中搜出藥庫失竊的千山靈芝，在審問期間被徐相思指證其盜竊，實為其與尚宮局眾人所設下的局 於第30集假裝與徐相思反目，事實上要令文可謙露出馬腳，亦因此揭發他陷害徐陸兩家的事實，並成功為徐陸兩家翻案 於第35集與尚宮局眾人在朝上指出太平公主意圖奪位之罪證 於第36集與徐相思離宮，於杭州開辦店鋪，售賣衣裳珠釵 | 離宮         |
| 張文慈         | 汪 敏      | 汪司膳→汪尚宫 司膳房司膳（正六品）→尚宫（五品） 負責掌管膳食 兒時父母因替其兄嫂買大屋而將其賣給大戶人家代替其女兒入宮 為人貪財戀物，但其一心只為滿足其家人所求 與章瓊香、南宮琹、徐相思、陸碧雲情同姊妹 一直隱瞞當年元瑈失蹤一事之始末 於第7集因隱瞞當年吳翠瑩失蹤一事而遭王蓁處罰於佛堂跪拜一日 於第8集欺騙甘若芊之手飾 於第16集因太平公主在李隆基準備的餞別宴上吐血昏倒，懷疑尚宮局有人下毒謀害公主，而被龍武軍囚禁於掖牢調查 於第17集因王蓁以身作證，而揭破太平公主中毒的陰謀及揪出真兇後獲釋 於第22集突然头痛大作，众人为其顽疾缠身感忧心，實為其裝病望能被恩准還鄉 於第23集王蓁宣布“放阴”，惜名單上未有其名，幸得元玥向王蓁請求，最終被答允让其还乡 於第23集其兄長陪伴其大嫂入宮勸其留於宮中過生活，並告知其因其兄長經常賭錢而欠下許多賭債，其辛苦在宮中賺到的金錢早已經全數用作償還賭債，連其之前寄錢回鄉託二人幫其買下之大屋亦遭賣掉以用作他們一家搬遷新屋之用，更在多年來一直寫充滿著謊言的家書並送入宮中給予其，目的只是想其寄更多生活費及奢侈品回鄉，其得悉真相後，立刻表明與其兄嫂斷絕關係並將二人趕走，因此其決定留在宮中 於第24集“放阴”一事已成定局，在其进退两难之際，最終得到鄭纯熙相助並令太平公主答應會代為请求李旦，最终成功留在宫中 於第30集假裝與徐相思反目，事實上要令文可謙露出馬腳，亦因此揭發他陷害徐陸兩家的事實 於第35集向元玥說出李隆基所捏造的元瑈去世的事情 於第35集與尚宮局眾人在朝上指出太平公主意圖奪位之罪證 于第36集晋升为尚宫，接替章瓊香掌管尚宫局 |              |
| 賴慰玲         | 姚思源     | 姚掌言 掌言（正八品）→暴室宫婢（不入流） 章瓊香之親信 因想巴結元倩瑜，而背著章瓊香把霓裳閣鑰匙借予之，後因拿不回鑰匙而從紀妙瀅身上偷去南宮琹之鑰匙企圖瞞天過海 於第2集因被懷疑牽涉於宋王妃的死在內而被收監 於第3集為求自保向賢妃指證章瓊香為殺害元倩瑜之兇手，但後被查明為誣告，被賢妃囚禁掖牢 於第4集被章瓊香處罰而調往暴室 |              |
| 馮秀華         | 江海棠     | 江掌言 掌言（正八品） 與趙秋葵表面友好，但暗中不和 頂替被罪調到暴室之姚思源 |              |
| 劉溫馨         | 蔡麗薇     | 蔡掌膳 司膳房掌膳（正八品） 本來汪敏打算自己還鄉後將其升為司級，但最終因汪敏決定留於宮中而擱置 |              |
| 王卓淇         | 趙秋葵     | 趙掌製 司製房掌製（正八品） 楚幸之表姨 與紀妙瀅互相利用 與江海棠表面友好，但暗中不和 |              |
| 文雅           | 紀妙瀅     | 紀掌設 司設房掌設（正八品） 與趙秋葵互相利用 |              |
| 關宛珊         | 尹采蕎     | 尹掌珍 司珍房掌珍（正八品） 與武攸暨意外殺害宋王妃 於第3集被太平公主所指使之秦槐滅口，被對方毒死後並遭對方偽造成其是畏罪自殺 | 已死亡       |
| 黃 欣          | 駱少娥     | 駱掌珍 司珍房掌珍（正八品） 頂替尹采蕎 與朱琳敵對，實為好友 |              |
| 黃雪兒（童年） | 元 玥      | 玥兒 燕北雜耍團團員→司設房宮婢→司設房女史→千秋殿宮女→武德殿宮女→玲瓏公主 為了尋找其姐元瑈，利用五十文錢買通成恭而成功入宮 本欲成為司膳房女史，最終被安排至司設房為宮婢 於第1集因分不清皇宮地勢而托成恭繪製地圖，按其指示去霓裳閣拿地圖，但因工作繁多及走錯路而只能於亥時後到達，當時元倩瑜已被戳斷頸骨致死，企圖於銅花瓶拿地圖時被尹采蕎打暈並畫上青鳥翠鈿，陷害為兇手，而被龍武軍調查 於第2集經過審問後證實清白，卻被何離、任三恕及李隆基當作引出兇手的誘餌而被收監掖牢 於第3集無罪釋放，離開時卻發現一個元瑈畫過的圖像，為找到線索而咬傷鍾力，卻反被其企圖打死洩恨，其後何離阻止，但其傷勢非常嚴重 在第4集得成恭及何離協助下令太醫用名貴金創藥替其治理傷口後始康復 於第5集以三百文錢買通成恭為其向南宮琹遊說將其升为司設房女史 于第9集为救王蓁，而被太平公主命人将其毒打受伤 於第10集被王蓁使計迁回武德殿 於第11集在宮內校場後的森林裏，拾回何離師父給予何離的平安竹 于第12集與甘若芊发现了余慧菊的尸体 于第13集發現螢火蟲哥哥就是何離 于第14集將平安竹歸還何離 於第14集發現被殺害的余慧菊與鍾樂心及受襲的徐相思同樣與菊花有關，而令龍武軍成功查出真兇為葉凌霜 於第20集在王蓁向李旦及淑妃建議下被李旦册封为玲瓏公主 參見：大唐皇室 | 離宮         |
| 劉心悠         | 元 玥      | 玥兒 燕北雜耍團團員→司設房宮婢→司設房女史→千秋殿宮女→武德殿宮女→玲瓏公主 為了尋找其姐元瑈，利用五十文錢買通成恭而成功入宮 本欲成為司膳房女史，最終被安排至司設房為宮婢 於第1集因分不清皇宮地勢而托成恭繪製地圖，按其指示去霓裳閣拿地圖，但因工作繁多及走錯路而只能於亥時後到達，當時元倩瑜已被戳斷頸骨致死，企圖於銅花瓶拿地圖時被尹采蕎打暈並畫上青鳥翠鈿，陷害為兇手，而被龍武軍調查 於第2集經過審問後證實清白，卻被何離、任三恕及李隆基當作引出兇手的誘餌而被收監掖牢 於第3集無罪釋放，離開時卻發現一個元瑈畫過的圖像，為找到線索而咬傷鍾力，卻反被其企圖打死洩恨，其後何離阻止，但其傷勢非常嚴重 在第4集得成恭及何離協助下令太醫用名貴金創藥替其治理傷口後始康復 於第5集以三百文錢買通成恭為其向南宮琹遊說將其升为司設房女史 于第9集为救王蓁，而被太平公主命人将其毒打受伤 於第10集被王蓁使計迁回武德殿 於第11集在宮內校場後的森林裏，拾回何離師父給予何離的平安竹 于第12集與甘若芊发现了余慧菊的尸体 于第13集發現螢火蟲哥哥就是何離 于第14集將平安竹歸還何離 於第14集發現被殺害的余慧菊與鍾樂心及受襲的徐相思同樣與菊花有關，而令龍武軍成功查出真兇為葉凌霜 於第20集在王蓁向李旦及淑妃建議下被李旦册封为玲瓏公主 參見：大唐皇室 | 離宮         |
| 黃心穎         | 甘若芊     | 若芊、若芊姑娘、甘家令 司設房宮婢→司設房女史→玲瓏公主之家令 元玥之好友，後成為其近身宮婢 單戀任三恕，后与其相恋 鄭純熙之好友 於第2集登場 被元倩瑜及其陪嫁王嬤嬤誤會偷走其一枚金戒指而收監掖牢，後經元玥向何離申冤後，由李隆基指派任三恕及何離查明清白而無罪釋放 於第6集得用錢收買獄卒查出元瑈在一年前曾被囚禁於掖牢兩日 于第12集與元玥發現余慧菊的屍體 于第20集因元玥被册封为玲瓏公主，成为其家令 於第33集因巧合聽到陳茗風與妙蕊之對話而得悉王蓁欲加害鄭純熙令其不孕而被王蓁用石頭打暈企圖滅口 於第34集去世 於第36集在任三恕的記憶中出現 參見：後宮宮女 | 已死亡       |
| 吳沚默         | 丁 蘭      | 司設房女史→暴室宫婢（兩年）→司設房女史（兩年後） 梁爺爺之養孫女 於第13集因得悉梁爺爺病危而刻意製造鬼神之說、假扮鬼上身及毒死魚池裏的魚從而離宮，後被王蓁看穿而被其罰調往暴室工作兩年，但得其協助下將梁爺爺接入宮中使其能及時見其最後一面 |              |
| 劉嘉琪         | 婉 言      | 司設房女史 與慕鴻不和 |              |
| 楊家寶         | 慕 鴻      | 司設房女史 紀掌設之親信 與婉言不和 |              |
| 曾琬莎         | 秀 樺      | 司設房女史 |              |
| 張嘉琪         | 美 玉      | 司設房女史 |              |
| 楊嘉欣         | 笑 心      | 司設房女史 |              |
| 鍾鈺精         | 朱 琳      | 司製房女史，第三把交椅 趙秋葵之親信 與駱少娥敵對，實為好友 |              |
| 羅頌欣         | 絳 馨      | 司製房女史 曾因後宮的「鐵鏈冤魂」傳說，與司設房女史打架 |              |
| 何佩珉         | 佩 丹      | 司珍房女史 |              |
| 何艷娟         | 鶯 鶯      | 司珍房女史 |              |
| 張詩欣         | 曾 燕      | 司珍房女史 |              |
| 陳婉婷         | 余慧菊     | 司珍房女史 於第12集因不滿被駱少娥責罵而出言謾罵葉凌霜以作出氣，另外加上其姓名與菊花有關而引起對方之恨意，最終遭對方殺害並被除去其身上所有衣物後棄屍於御花園內，並被元玥與甘若芊在御花園發現其全祼之屍體 | 已死亡       |
| 陳靖雲         | 鍾樂心     | 司膳房女史 於第13集因帶有菊花手飾而引起葉凌霜之恨意而遭對方殺害，其屍體被對方以彩布吊在樹上及被鞭屍，屍體被何離於巡邏時所發現 | 已死亡       |
| 朱斐斐         | 楚 幸      | 司膳房女史 趙秋葵之表姨甥 |              |
| 趙璧渝         | 悅 璇      | 司膳房女史 |              |
| 吳珮如         | 麗 芸      | 司膳房女史 |              |
| 利穎怡         | 笑 珍      | 司膳房女史 |              |
| 袁潔儀         | 吳翠瑩     | 翠瑩 殷瑈之好友 前司膳房女史，二十年前失蹤 二十年前其口供令駙馬薛绍被處死，因而被太平公主弄盲其雙眼並囚禁殘虐于回心院 間接害死薛绍，令太平公主守寡；間接害死武攸暨正妻铃兒，令武攸暨受喪妻之痛 於第6集被元玥及何離發現，並暗中將其从回心院救出 於第7集在李旦面前指証太平公主為當年將自己囚禁及殘虐的兇手 於第7集武攸暨為太平公主頂罪，而間接令武攸暨被處斬 於第7集因太平公主揭露其家人早已被人殘殺而慘死，最終導致其激動過度吐血猝死 被王蓁及元玥同情 | 已死亡       |
| 陳偲穎（童年） | 元瑈／殷瑈 | 司膳房女史 元玥之姐 吳翠瑩之好友 兒時因家貧而被逼賣身到富裕人家改名殷瑈，代替殷家千金入宮為婢 在其入宮後不久，其父母因病相繼死亡，變成孤兒 在其入宮後一直都有寫信給妹妹元玥，但於一年前突然失去音信，實於一年前已去世，屍體被送往宮人斜 於第1集登場 於第3集被元玥在掖牢中見到其畫過之圖畫，懷疑她曾經被囚禁掖牢中 於第6集得甘若芊用錢收買獄卒，查出她一年前曾被囚禁於掖牢兩日 經何離查出她離開掖牢後，被前內侍省之陳內侍押走並不知所終 於第17集從陳內侍宮外之故友，前仵作宫女丽娘口中得知她已去世，而她生前在宮中留下三樽柑桔給親妹元玥作嫁妝 於第21集曾在元玥與何離找到她留下之柑桔及日誌後，再次出現在元玥的懷緬中 於第21集其所寫的日誌中提給只要完成任務就可回鄉與元玥團聚，當中所指之任務指助韋后送毒湯毒死太平公主 於第35集出現於汪敏向元玥所述的死因中，汪敏告知因韋后指使元瑈送毒湯給太平公主，被對方發現並遭囚於刑部大理寺內。後李隆基為拉攏元玥而向汪敏謊報元瑈是被太平公主下令殺害，並命其將此事照自己所說般告訴元玥 於第36集李隆基回憶實情是自己為了得到韋后的情報，對元瑈嚴刑拷問，但因對方沒提供有用情報，而拔劍割斷其喉 | 劇前死亡     |
| 謝芷倫         | 元瑈／殷瑈 | 司膳房女史 元玥之姐 吳翠瑩之好友 兒時因家貧而被逼賣身到富裕人家改名殷瑈，代替殷家千金入宮為婢 在其入宮後不久，其父母因病相繼死亡，變成孤兒 在其入宮後一直都有寫信給妹妹元玥，但於一年前突然失去音信，實於一年前已去世，屍體被送往宮人斜 於第1集登場 於第3集被元玥在掖牢中見到其畫過之圖畫，懷疑她曾經被囚禁掖牢中 於第6集得甘若芊用錢收買獄卒，查出她一年前曾被囚禁於掖牢兩日 經何離查出她離開掖牢後，被前內侍省之陳內侍押走並不知所終 於第17集從陳內侍宮外之故友，前仵作宫女丽娘口中得知她已去世，而她生前在宮中留下三樽柑桔給親妹元玥作嫁妝 於第21集曾在元玥與何離找到她留下之柑桔及日誌後，再次出現在元玥的懷緬中 於第21集其所寫的日誌中提給只要完成任務就可回鄉與元玥團聚，當中所指之任務指助韋后送毒湯毒死太平公主 於第35集出現於汪敏向元玥所述的死因中，汪敏告知因韋后指使元瑈送毒湯給太平公主，被對方發現並遭囚於刑部大理寺內。後李隆基為拉攏元玥而向汪敏謊報元瑈是被太平公主下令殺害，並命其將此事照自己所說般告訴元玥 於第36集李隆基回憶實情是自己為了得到韋后的情報，對元瑈嚴刑拷問，但因對方沒提供有用情報，而拔劍割斷其喉 | 劇前死亡     |
| 杜芷綾         | 惜 霜      | 女史 |              |
| 周梓盈         | 紫 君      | 女史 |              |
| 梁 茵          | 芷 紅      | 女史 |              |
| 白 雲          | 惜 雨      | 宮婢 |              |
| 吳綺珊         | 若 川      | 宮婢 |              |
| 謝詠茹         | 杜 鵑      | 宮婢 |              |
| 陳華鑫         | 韓湘若     | 宮婢 |              |
| 沈愛琳         |            | 宮婢 |              |

### 後宮宮女
| 演員   | 角色   | 暱稱／關係 | 角色最終狀況 |
| 李美慧 | 秦 槐  | 秦家令 公主家令（從七品下） 太平公主之家令 官位与龙武军将军任三恕同级 太平公主之親信兼近身侍婢，後出賣她 執行力極高 武功了得，身手在宮婢當中屬數一數二 奉太平公主命，逢每月十五拖著鐵鏈前往回心院以長鞭虐打吳翠瑩，因而令宮中一直流傳鬼魅之說 於第3集被太平公主指使殺害尹采蕎，並佈局令人誤會其畏罪自殺 於第12集因太平公主獲李旦准許離宮，陪伴她前往蒲州 於第14集與太平公主一同返回宮中 於第35集被李隆基收賣為內應，而假裝用劍刺死何離，出賣太平公主，並於朝上供出太平公主企圖謀反之計謀 於第36集從太平公主口中得知她已被李隆基派人殺害 | 已死亡       |
| 黃心穎 | 甘若芊 | 甘家令 公主家令（從七品下） 玲瓏公主之家令 元玥之好友兼近身侍婢 單戀任三恕，後與其相戀 鄭純熙之好友 於第20集因元玥被冊封為玲瓏公主，而成为其家令 於第24集终鼓起勇氣，欲向任三恕表白愛意 於第26集被任三恕承認對自己的感情 於第28集為保護被王蓁設計陷害的任三恕，在李隆基面前承認是自己誣陷三恕與鄭純熙苟且，終被判杖刑 於第33集在採花期間得知王蓁指使陳茗風以及妙蕊，利用牡丹花掩蓋番紅花的味道使鄭昭儀無孕，被二人發現，並遭王蓁以石頭擊至昏迷 於第34集離世 於第36集出現於任三恕之幻想及回憶中 參見尚宮局                               | 已死亡       |
| 郭千瑜 | 妙 蕊  | 王蓁之近身侍婢 於第22集被王蓁指使，到薰風殿偷走鄭純熙之手帕藏於武德殿 於第24集依照王蓁之謀劃在藏書閣燃點迷香及縱火，欲殺死鄭昭儀 於第33集被甘若芊從她與陳茗風對話中，得知王蓁使計加害鄭昭儀，間接令甘若芊遭王蓁殺死 於第33集協助王蓁毒死陳茗風 第36集因之前協助王蓁時犯下多宗罪行，而遭大理寺收押及處罰 | 囚犯         |
| 李天縱 | 水 仙  | 鄭純熙之近身侍婢 五年前其15歲之胞弟被強徵為勞役，為并州刺史興建別院款待回鄉祭祖之賢太妃，後不幸在工地慘死，因此對賢太妃懷恨在心 後來其裝啞接近鄭純熙博取其同情，以便伺機入宮向賢太妃報仇 于第20集企圖刺杀贤太妃，被鄭純熙和元玥阻止，最終在與元玥糾纏間被自己的刀刺死 | 已死亡       |
| 李靜蓮 | 芙 蓉  | 鄭純熙之近身侍婢 太平公主之親信 於第26集被李隆基發現她是太平公主的內奸 於第27集李隆基及鄭純熙帶她到千秋殿與太平公主對質，對方為求置身事外，誣捏她自作主張搬弄是非，更命令秦愧虐打她 |              |
| 蕭凱欣 | 浣 紗  | 鄭純熙之近身侍婢 |              |
| 陳嘉嘉 | 映 紅  | 王芳媚之近身侍婢 |              |
| 張雪瑩 |        | 韋太后之宮婢 |              |
| 葉蒨文 | 春 花  | 太平公主之宮婢 |              |
| 程 皓  | 夏 蟬  | 太平公主之宮婢 |              |
| 趙梓喬 | 秋 葉  | 太平公主之宮婢 |              |
| 羅丹虹 | 冬 雪  | 太平公主之宮婢 |              |
| 丁樂鍶 | 淑 芳  | 宋王妃之近身侍婢 |              |
| 李旻芳 |        | 宮婢 |              |
| 曹思詩 |        | 宮婢 |              |
| 季蘋蘋 |        | 宮婢 |              |
| 陳潁熙 |        | 宮婢 |              |
| 黎穎珊 |        | 宮婢 |              |
| 曾 敏  |        | 宮婢 |              |
| 吳香倫 | 王嬤嬤 | 宋王妃之陪嫁嬤嬤 指控甘若芊偷去宋王妃一枚金戒指，令對方被收押於掖牢 於第5集協助龍武軍調查後，證實自己誤會了甘若芊 |              |

### 內侍省
| 演員   | 角色   | 暱稱／關係 | 角色最終狀況 |
| 曾健明 | 常 安  | 常內侍 李旦之近身內侍 |              |
| 韋家雄 | 成 恭  | 成內侍 內侍（從四品上） 元玥之好友 愛慕南宮琹，更多次向其提出望能與其對食，但對方未有答應，最後在其前往塞外前終獲對方答应，於第36集被對方視為丈夫 於第1集提及其收曾取元玥五十文錢協助對方成功入宮 於第5集收取元玥三百文錢後為其向南宮琹遊說成功將其升为司設房女史 曾多次收取宮外人家的金錢以協助對方入宮為婢，最終在第21集被元玥勸誡其不能再收紅包而違反宮規助人入宮作宮女 於第25集為保護在藏書閣縱火案中因李隆基維護最大嫌的王蓁而遭陷害之南宮琹而自稱是真凶，最後被判處將其發配邊疆 於第26集正式被發配塞外，李隆基原欲在押送期間將其送回鄉，但因被太平公主之親信監視而不果，並在榆關一間小屋定居 於第36集被南宮琹發現其已病逝，並得知在其病重期間已提早寫下一疊報平安的信件及託人定時幫他將信送到宮中給自己 | 已死亡       |
| 關偉倫 | 孟 輔  | 孟內侍 李重茂之近身內侍 |              |
| 黃得生 | 華 棣  | 華內侍 武德殿宦官 李隆基之近身內侍 |              |
| 司徒暉 |        | 宦官 |              |
| 伍秉君 | 陳啟南 | 陳內侍 前內侍省之官員 麗娘之故友 一年多前曾帶走剛離開掖牢之元瑈 其不準義子提起與問及任何有關皇宮之事，亦不向任何人透露所有其在皇宮內發生的事情 於第16集被何離查出其一年前已突然離宮 於第17集何離與元玥為查出元瑈失蹤一事到其家中欲向其查問，但可惜得其義子指出其於早幾日前已離世 於第36集提及其於當年將元瑈帶到刑房讓李隆基作嚴刑拷問，而間接令對方被李隆基殺死，後更協助李隆基處理其屍首 |              |

### 太醫署
| 演員   | 角色   | 暱稱／關係 | 角色最終狀況 |
| 陳榮峻 | 馬太醫 | 太醫 王蓁之主診醫師 於第13集診斷出王蓁懷孕 於第15集救回流產的王蓁的性命後，向李隆基交代診斷出王蓁體弱未必能再次懷孕，因李隆基欲隱瞞此事而被其企圖處死，後其念自己一直照顧王蓁而改為准許自己回鄉隱姓埋名及不准向任何人提及王蓁的身體狀況 於第18集被太平公主查出其身在何處並從其口中得知王蓁因曾滑胎導致其难以再懷孕 | 離宮         |
| 袁文傑 | 文可謙 | 文太醫、文大哥(徐相思及陸碧雲專用) 王蓁之心腹，後反目 陳茗風之恩師，後被對方背叛 徐相思及陸碧雲入宮前之傾慕對象 岐州藥商文頌洋之子，其父多年前為得賞錢而誣陷徐家謀反 於第24集受王蓁指使將曼陀羅偷帶入宮中並放入藏書閣的香爐中，企圖殺害鄭昭儀，但因任三恕之出現而事敗 於第26集聽從王蓁吩咐，故意接近徐相思與陸碧雲二人，在得到其之信任後刻意離間二人關係 於第29集偷走藥庫的千山靈芝並嫁禍於陸碧雲，後被陸碧雲反指其與徐相思淫亂後宮，並得章瓊香與汪敏、南宮琹出面作證，最終被收押，實為尚宮局眾人及龍武軍所設下的局，目的要令其露出馬腳自揭當年誣陷徐陸兩家的事實 於第30集因其自認陷害徐陸兩家，更被龍武軍在相關典籍記錄中查出其父誣告徐家之證據，最終因其父犯下誣陷忠良及叛國大罪而判抄家滿門抄斬，其同時被判處斬 於第30集王蓁因避免其在獄中供出自己之惡行而指使的陳茗風誘騙其飲毒酒後，令其中毒後如中風般癱瘓，之後被處斬 | 已死亡       |
| 李啟傑 | 梁太醫 | 太醫 |              |
| 蔡康年 | 梁太醫 | 太醫 賢太妃之主診太醫 於第29集向龍武軍表示藥庫中有一部份千山靈芝失竊 |              |
| 邵卓堯 | 祁醫師 | 太醫署醫師 於第4集為救元玥時所用的藥材級數一事與成恭及何離爭論，期間更遭何離以劍指嚇，最終答應以高級金創藥替元玥治療 |              |
| 何偉業 | 曹醫師 | 太醫署醫師／仵作 |              |
| 李忠希 | 許 泉  | 許醫師 太醫署醫師 武攸暨好友，幫其暗中治療心悸病 |              |
| 鄧英敏 | 連醫師 | 甘若芊受襲昏迷後之主診醫師 |              |
| 吳嘉儀 | 葉凌霜 | 葉醫工 女醫工，祁醫師之助手 個性文靜乖巧，喜歡彈琴 小時候經常被二娘針對及憎恨，曾被其虐打責罵並企圖趕走，更將其身上的衣服全都除下欲在嚴寒下將其凍死，但不遂 因為其二娘虐待責罵及將自己趕走的時候，都是穿上有菊花圖案的衣服，所以令其極度痛恨菊花及憎恨所有喜歡菊花的人 於第12集發現余慧菊因被徐司珍責罵後隨意找一棵樹來打以作發洩不憤情緒而好言相勸阻止但不成功，更被其惡言相對，繼而記起其童年時被虐之往事，而對其動下殺機及將其殺害 之後因發現徐司珍頭上戴著菊花頭飾，而勾起其對喜歡菊花之人的恨意，繼而將飾物放在地上去引誘徐司珍並企圖將其殺害，但因陸司制及時趕到並被阻止 於第13集發現司膳房女史鐘樂心手上帶著菊花手繩，再次勾起其對喜歡菊花之人的恨意而將其殺害 於第14集發現王蓁獨自出外採摘菊花準備佈置寢宮時，由於其憎恨喜歡菊花之人而打算將王蓁殺死，但元玥及時趕到阻止其殺害王蓁 於第14集其最終被囚在掖牢，在掖牢中其向任三恕、何離及元玥說出殺害余慧菊及鐘樂心的原因是源自其悲慘之童年經歷及因此而導致其對菊花及喜歡菊花的人存有極大之恨意。而最終令王蓁，徐司珍和陸司制受傷及兩位女史不幸被其殺死，而被三人教訓指責其因一念之差而鑄成大錯 | 囚犯         |
| 林子超 | 陳茗風 | 茗風 王蓁之心腹，後反目 男醫工，文可謙之徒弟兼助手，後其為了名利而與對方反目 前戲班之戲子，多年前其因得罪班主而被趕走 於第26集登場 於第26集跟隨文可謙入宮 於第27集受王蓁指使，假扮宮婢呼叫『刺客』，讓任三恕進入紫蘭閣看見衣衫不整的鄭昭儀，而淑太妃同時被王蓁引到紫蘭閣，讓他們看似被撞破幽會而無從抵賴，欲以此除去任三恕及鄭純熙，但最終因甘若芊突然自首，表示其刻意要令兩人遭誤會 於第30集為其方便自己日後可以成為王蓁之心腹，以及為表示對王蓁的忠誠，其甘心願意賜予毒酒給其以前的恩師文可謙 於第31集被王蓁指使其設局陷害鄭純熙流產 于第33集因被鄭纯熙認出其之前假扮宮婢之聲音，並在對方設計下被揭发其之前所犯恶行並被逼和盘托出，其並向鄭純熙供出所有事件主謀都是王蓁 於第33集威脅王蓁指自己之前已將對方指使其辦的所有事記錄下來並寄回鄉給其親妹，暗示假如自己有任何不測該信件內容必定會被公開，但王蓁學習其妹字跡收取所有文件後被王蓁毒杀身亡 | 已死亡       |
| 李君妍 | 吳醫工 | 女醫工，梁太醫之助手 |              |
| 朱婉禎 |        | 女醫 |              |

### 大理寺
| 演員   | 角色  | 暱稱／關係                                                                                                  | 角色最終狀況 |
| 楊證樺 | 鍾 力 | 獄長 因不滿被元玥咬傷而為報復濫用私刑欲將其打死 於第4集因經常濫用私刑而令何離不滿及遭其指責，並杖刑四十大板 |              |
| 盧偉文 | 林 聰 | 獄卒 |              |
| 鄭詠謙 | 吳 健 | 獄卒 |              |

### 中書省
| 演員   | 角色   | 暱稱／關係 | 角色最終狀況 |
| 楊仲恩 | 崔 湜  | 崔中令 華州刺史→中書令（正三品） 太平公主之親信 曾為唐中宗宰相，後上官婉兒被誅而被唐睿宗貶為刺史 於第18集攀附太平公主並隨著再成為宰相 於第28集查出肅明皇后之遺孤可能仍尚在人間 於第36集因協助太平公主謀反而遭宋王捉拿後被收押於大理寺及等待判決 | 囚犯         |
| 鄭恕峰 | 劉幽求 | 劉中書 爵位：中山縣男→徐國公 中書舍人（正五品上） 李隆基之親信 |              |

### 羽林軍
| 演員   | 角色   | 暱稱／關係                       | 角色最終狀況 |
| 王俊棠 | 盧子奇 | 盧將軍 羽林軍將軍 太平公主之親信 |              |
| 林宥喬 |        | 羽林軍／禁軍                     |              |
| 譚坤倫 |        | 羽林軍／禁軍                     |              |
| 吳展驊 |        | 羽林軍／禁軍                     |              |
| 伍禮騫 |        | 羽林軍／禁軍                     |              |
| 胡 㻗  |        | 羽林軍／禁軍                     |              |
| 趙國強 |        | 羽林軍／禁軍                     |              |
| 歐陽楓 |        | 羽林軍／禁軍                     |              |
| 劉珀亨 |        | 羽林軍／禁軍                     |              |
| 招浩明 |        | 羽林軍／禁軍                     |              |
| 范仲恆 |        | 羽林軍／禁軍                     |              |
| 陳家良 |        | 羽林軍／禁軍                     |              |
| 余應彤 |        | 羽林軍／禁軍                     |              |
| 鄭嘉豪 |        | 羽林軍／禁軍                     |              |
| 李嘉晉 |        | 羽林軍／禁軍                     |              |
| 郭韻鴻 |        | 羽林軍／禁軍                     |              |

### 太常寺
| 演員   | 角色 | 暱稱／關係                                                              | 角色最終狀況 |
| 朱維德 |      | 太常寺卿（正三品） 為太常寺的長官，掌禮樂郊廟社稷之事及管理太常寺下各署 |              |

### 其他演員
| 演員           | 角色     | 暱稱／關係 | 角色最終狀況 |
| 麥玲玲         | 金畢妧   | 金夫人 翡翠明珠閣金飾店老闆 （特別演出第36集） |              |
| 吳梓聰（童年） | 大師兄   | 文泉書院書生，孤兒 何離之大師兄 於第1集與其師弟何離設局，從而使其加入龍武軍 於第8集為報文泉書院被滅門之仇而與何離幪面行刺李旦 於第9集因幪面行刺李旦失敗而受重傷，而被何離帶到附近山洞暫避，何離於宮中取得金頂藥後立刻折返山洞，最終發現其已因大量失血致死 | 已死亡       |
| 陳志健         | 大師兄   | 文泉書院書生，孤兒 何離之大師兄 於第1集與其師弟何離設局，從而使其加入龍武軍 於第8集為報文泉書院被滅門之仇而與何離幪面行刺李旦 於第9集因幪面行刺李旦失敗而受重傷，而被何離帶到附近山洞暫避，何離於宮中取得金頂藥後立刻折返山洞，最終發現其已因大量失血致死 | 已死亡       |
| 杜燕歌         | 真嚴大師 | 得道高僧 賢太妃之舊友 當年受章瓊香所託將肅明皇后之遺孤（何離）偷偷帶出宮外，再交給淨圓佛寺之無因大師將其撫養成人 於第33集被太平公主刻意請入宮中查問肅明皇后之遺孤去向一事，但其對此隻字不提                                                               |              |
| 李 岡          | 班 主    | 燕北雜耍團班主 因受元玥亡母之拜託，在元母死後其收留元玥並讓其跟隨燕北雜耍團生活 |              |
| 陳 琪          | 元 母    | 元瑈、元玥之亡母 因家貧及其夫患有重病而迫不得已將元瑈賣給富戶人家，後將其改名為“殷瑈”並代替殷家之千金入宮為婢 其生前將元玥交託予燕北雜耍團班之主，讓其離世後元玥能跟隨雜耍團生活                                                                          | 劇前死亡     |
| 陳庭欣         | 王 葭    | 王仁皎之女 王蓁之異母妹 被王蓁下毒，而令其面部潰爛而自盡 由第8集起經常在王蓁的夢中出現，並要向其作出報復 於第15集再次在王蓁的夢中出現，並揚言一生會跟隨她，更令其受驚嚇醒後由床上跌倒在地上而不幸流產                                                     | 劇前死亡     |
| 區靄玲         | 王葭母   | 王仁皎繼妻，王葭之母 王蓁之二娘，曾謀劃讓王葭代替王蓁嫁給臨淄王李隆基 |              |
| 劉志強         |          | 苦行僧 |              |
| 張國雄         |          | 商旅 |              |
| 黃耀文         |          | 商旅 |              |
| 沈可欣         | 葉吳氏   | 葉凌霜之繼母 在葉凌霜小時候經常虐打責罵對方並欲將其趕走，更曾將其身上之衣服全都除下，並欲想在嚴寒下凍死其 因其喜歡穿繡有菊花圖案衣服而令葉凌霜極憎恨菊花及所有含菊花裝飾之物 （第14集）                                                                   | 劇前死亡     |
| 魏惠文         | 楊在德   | 楊大夫 太平公主之大夫 教太平公主先吃荊芥再食太子所準備之鱔魚將食物相沖假扮成中毒之假像，繼而陷害太子企圖毒殺太平公主 於第17集被元玥、王蓁及任三怒等人揭穿其奸計後被收押，最終被太平公主派人殺害及偽裝成其自盡                                             | 已死亡       |
| 李日昇         |          | 陳內侍（陳啟南）之義子，是其唯一親人 對其義父在宮中之事毫不知情 告知元玥及何離在二人到訪前數天其義父已經身故 |              |
| 廖麗麗         | 麗 娘    | 陳內侍宮中之故友 離宮前為仵作宫女 告知元玥及何離在其離宮前元瑈已經離世並被送往宮人斜 |              |
| 李海生         | 無因大師 | 淨圓佛寺之得道高僧 何離之師父並由其一手撫養成人 曾在寺廟中收留過不少孤兒並供書教學及教習武術，將眾孤兒照顧至其長大 於第25集提及其回信給章瓊香証實何離之真正身份                                                                                           |              |
| 黎明明         | 阿史那   | 突厥王子 於第21集奉命入使大唐準備與元玥和親 於第22集扮成被納扎哈佯裝的刺客刺傷，實為逃避通婚，豈料跟何離及任三恕原定計劃不謀而合，更從李隆基的錦囊裡得悉其王叔古斯茂意圖奪位，想到以此為由擱置和親                                                        |              |
| 鍾 祺          | 納扎哈   | 突厥女子 與阿史那是青梅竹馬和早已私訂終身 於第22集佯裝刺客刺傷阿史那以令婚事能夠擱置 |              |
| 楊瑞麟         | 汪 全    | 汪敏之長兄 汪嫂之夫 將汪敏寄回鄉的錢用光並賣掉其託夫婦二人所買之大屋以還自己的賭債 多年來與妻子於寄給汪敏之家書中寫上謊言以欺騙其金錢及將其當為搖錢樹 於第23集與妻子趕到皇宮勸阻其妹汪敏離宮，但在汪敏得知一直被騙後與二人斷絕關係及反目                  |              |
| 曾慧雲         | 汪 嫂    | 汪敏之大嫂 汪全之妻 多年來一直寄給汪敏之家書中都是謊言以欺騙其金錢及當其為搖錢樹 於第23集與丈夫一同到皇宮勸阻汪敏離宮，在汪敏得知一直被二人所騙後與二人斷絕關係及反目                                                                                     |              |
| 王靖怡         |          | 王大姨 |              |
| 趙覺超         |          | 王大啸 |              |

## 收視
本劇於香港無綫電視翡翠台及myTV SUPER7日跨平台總收視之紀錄：
| 週次         | 集數         | 日期                  | 收視率 | 備註                                                                       |
| 1            | 1－5         | 2018年5月21日-5月25日 | 28點   | 星期一至五總收視27.8點 第1集平均收視（不含跨平台）25點，跨平台總收視29.3點 |
| 2            | 6－10        | 2018年5月28日-6月1日  | 27點   | 星期一至五總收視27.1點                                                     |
| 3            | 11－15       | 2018年6月4日-6月8日   | 28點   | 星期一至五總收視28.2點                                                     |
| 4            | 16－20       | 2018年6月11日-6月15日 | 28點   | 星期一至五總收視27.7點                                                     |
| 5            | 21－25       | 2018年6月18日-6月22日 | 24點   | 星期一至五平均收視（不含跨平台）17.6點，跨平台總收視23.5點                 |
| 6            | 26－30       | 2018年6月25日-6月29日 | 29點   | 星期一至五總收視29.2點                                                     |
| 7            | 31－36       | 2018年7月2日-7月8日   | 31點   | 星期一至五總收視31.0點 第32集總收視31.3點 第36集總收視35.6點               |
| 全劇平均收視 | 全劇平均收視 | 全劇平均收視          | 29點   | 平均收視28.6點                                                             |

## 歷史考證
- 唐殤帝登基時是16歲，並非劇中那麼年幼。殤帝登基前為溫王，景龍四年六月，册爲皇太子；七日，即帝位；二十四日，讓位于睿宗，降封溫王。景雲二年改封襄王。
- 歷史上玄宗王皇后之父王仁皎在李隆基登基後的开元七年（719年）才去世，並不是劇中的在女兒做太子妃之前就去世。
- 於明清兩朝之前妃嬪並無徽號而只有位號，所謂徽號就例如像明清時代淑妃裡的淑字、賢妃裡的賢字；但若情況轉到明清兩代之前，淑妃、賢妃就是一個完整的位號，就像昭儀、美人、采女等。於唐朝，貴妃、淑妃、德妃、賢妃之地位並不視作為妃而是夫人（正一品四夫人），所以位及淑妃、賢妃之後宮並不會稱淑太妃、賢太妃，而是於新帝繼位後繼續沿用舊稱，或有子而加封為一國太妃（像唐順宗王昭儀被直接尊封為郇國太妃、唐太宗燕德妃封越國太妃、韋貴妃亦同樣封紀國太妃，連地位如唐高祖張寶林—張寵則亦因子冊為鄧國太妃）、有女或加封太儀，就像充容、婕妤等不會稱所謂的充太容、婕太妤，亦不會稱太充容、太婕妤，即使明朝亦如是（明朝亦會稱某廟某妃，例如宣廟賢妃、憲廟榮妃、世廟壽妃，特封太妃只有一位，為宣懿皇太妃劉氏，且此皇太妃與上述一國太妃性質不同）。相反於清朝時因妃為位號，所以便會有將先帝之妃於其徽號後加一太字再合上其位號以示其地位，例如婉太妃、晉太妃（不過基於繼任嗣皇帝沒有義務尊封，於很多情況通常沿用舊稱，加皇考或皇祖二字而不含太字，如皇考淑惠妃、皇祖祥妃。咸豐帝莊靜皇貴妃他他拉氏亦是先由麗妃進稱皇考麗皇貴妃，再後來特尊為皇考麗皇貴太妃。）。所以唐朝並不會像劇中出現像淑太妃及賢太妃的稱謂。
- 此劇中尚宮局掌管之四司為司製、司珍、司設、司膳，而歷史上隸屬尚宮局之四司為司記、司言、司簿、司闈。於歷史上司製與司珍隸屬尚功局、司設隸屬尚寢局、而司膳則隸屬尚食局。
- 於劇中的時空，唐睿宗並非太平公主唯一在世之兄弟姐妹，蕭淑妃次女高安公主當時依然在世，並於唐玄宗開元二年(714年)去世，享年66歲，但唐睿宗卻是太平公主當時唯一在世的同母兄長（亦是當時最後一個在世的兄長），親母均為武則天。
- 武攸暨並非被處死，而為病逝，而且與太平公主之間實際上育有二子一女。
- 太平公主與薛紹育有二子二女、與武攸暨育有二子一女，共四子三女，並非劇中所述膝下無依。
- 唐睿宗原配肅明皇后，於當年李旦為皇嗣時的確為皇嗣妃。而玄宗生母昭成皇后，於當年李旦為帝時，的確為德妃。但於劇中講述二人時，總稱劉皇嗣妃及竇德妃，一個為李旦為皇嗣時之位號、一個為李旦為帝時的位號。所以若果稱肅明皇后為皇嗣妃，昭成皇后應稱竇孺人；若稱昭成皇后為竇德妃，則應稱肅明皇后為劉皇后（當年李旦第一次為帝時封后）。第14集中，章瓊香於武則天面前稱劉氏為皇嗣妃顯示李旦當時為皇嗣，所以她於當時稱竇氏為德妃實為大大不妥。
- 此劇中唐睿宗有側室淑妃，而事實上唐睿宗並無淑妃或婕妤周氏的记载。
- 唐睿宗並無安懷公主，但有早逝的安興公主，謚號安興昭懷公主。
- 第16集中，太平公主以「南轅北轍」道出桂圓和紅棗的兩極。於此，太平公主用「南轅北轍」的用意為「大相逕庭」、「截然不同」。雖然現今大眾皆以為「南轅北轍」是一個南一個北的意思，但「南轅北轍」的真正含意其實為一架原意前往南邊楚國的車卻一直往北邊行走（轅，輈也，即車；轍，車迹也，即車輪輾過的痕跡。），有「背道而馳」、「適得其反」及「所做的事與目標漸行漸遠」之意，並沒有「天壤之別」之意。
  - 第32集中，王皇后再一次用錯「南轅北轍」此成語。
- 唐玄宗並無鄭昭儀，但有一鄭才人。
- 第26集中，李隆基用到「開卷有益」這個成語。但「開卷有益」這一成語乃出自北宋王闢之創作之《澠水燕談錄》，唐玄宗用到此成語略嫌過早。
- 第28集，鄭昭儀懷孕，為李隆基期待已久之頭位龍裔。但李隆基早已於中宗年間誕有長子李嗣直，登基為帝時至少有三子（李嗣直、李嗣謙、李嗣升）。
- 第28集，李旦賞賜鄭昭儀金鑲翡翠三彩六釧筒。但實際上翡翠是在約明朝才傳入中國。
- 唐玄宗登基之初後宮除王皇后外至少有：董貴妃、楊淑妃、武賢妃、錢妃、趙氏、武氏、劉氏、皇甫氏、楊貴嬪、張美人、柳婕妤等等，並不會只有王皇后與「鄭昭儀」。
- 王賢妃於第29集身亡，但唐睿宗賢妃王芳媚實質上於天寶四年八月初八（745年9月8日）逝世，比睿宗更多活二十九年。而且王芳媚並非逝世於皇宮內但逝世於薛王府。
- 剧中提及的四司皆不属于尚宫局。唐朝女官下设六局，分别为尚宫局、尚仪局、尚服局、尚食局、尚寝局、尚功局。剧中的司设隶属尚寝局，司膳隶属尚食局，司珍、司制则隶属尚功局。

## 軼事

### 監製
- 此劇是監製梅小青回巢無綫電視的首部電視劇。

### 演員
- 此劇是繼2017年8月28日《燦爛的外母》後的無綫電視劇集再度由香港女演員擔正第一主角兼主唱主題曲。
- 此劇是林子超在無綫電視的首部電視劇。[11]
- 此劇是劉心悠目前唯一一部於無綫電視的劇集。
- 與唐玄宗李隆基名字諧音的演員李龍基，本劇並非飾演「自己」，而是飾演唐玄宗的父親唐睿宗李旦，亦是其最接近「李隆基」的角色（接拍本劇前最接近的角色為2003年劇集《天子寻龙》中飾演唐高祖李渊，即唐玄宗李隆基之高祖父，而該劇則由陳浩民飾演李隆基）。See See TVB 亦以此玩笑重新剪接及配音，製作了一套趣劇[12]。
- 此劇是丁樂鍶（時隔3年）、馬浚偉及張慧儀（時隔4年）、陸詩韻（時隔9年）、李龍基（時隔16年）、羅霖（時隔21年）及楊仲恩（時隔36年）回巢無綫電視的首部電視劇。而楊仲恩更打破謝賢的舊紀錄（時隔29年），成為時隔最長時間回巢拍劇的無線電視藝員。
- 此劇是謝雪心、羅霖、陳煒、張文慈、袁文傑、袁潔儀及曾偉權離開亞洲電視後，首度於無綫電視合作的電視劇。[13][14]
- 此劇是近年少數雲集八九十年代亞洲小姐熱門佳麗參演的劇集。翻查亞姐歷史，羅霖、陳煒分別是1991年及1996年度冠軍，袁潔儀乃1989年亞姐第五名[15]，張文慈在1996年獲得「最完美體態大獎」（三甲不入）。
- 此劇中李天翔飾演的「李成器」是馬浚偉飾演的「李隆基」的兄長，現實中馬浚偉的年紀比李天翔大五年多。
- 此劇中謝芷倫飾演的「元瑈」是劉心悠飾演的「元玥」的姊姊，現實中劉心悠的年紀比謝芷倫大七年多。
- 此劇中馬國明與黃心穎是一對，也是胡定欣的舊情人；事實上在劇外馬國明曾先後跟胡定欣及黃心穎交往，但分手後依然維持友好關係。與黃心穎之關係則於2019年因安心偷食結束。
- 此劇是胡定欣、馬浚偉及萧正楠繼《當旺爸爸》再度合作，兩劇監製都是梅小青。
- 此劇為並息影退出娛樂圈的馬浚偉亦是無綫電視至今為止最後一套電視劇，而轉投香港政府。

### 制作
- 此劇於2017年2月15日拍攝以馬國明為主的戲份，劇組拍攝時間由中午12:00直到翌日下午3:30，長達27.5小時，創下無綫電視開台以來最長廠景拍攝時間的記錄[16]，劇組為此停工一日休息。
- 此劇播出後，不少觀眾發現胡定欣在劇中的妝容出現了高低眉（左眉於眉心處低於右眉）問題。而網民亦猜測是否得罪了化妝師[17]。及後胡定欣表示她多年來都有高低眉問題，是因為自己緊張時，眉頭便會皺起，因此看起來就像高低眉一樣[18]。
- 此劇原本計劃與騰訊視頻同步播出，但最後未能成事。香港坊間並曾經出現此劇因為演繹宮廷鬥爭或演員胡定欣曾表態支持佔中而被中共當局打壓，進而導致此劇被禁播的傳聞[19][20]。無綫電視相關高層在首播禮后接受傳媒訪問時表示中国播放香港或外地剧集需经过审批，騰訊网站則指审批比预期需要一些时间[21]。騰訊視頻于5日后，即5月26日起已同步播出此劇，禁播疑團亦不攻自破。
- 对部分观众提出的“剧中服装颜色过分华丽、人物出口成章、台词太过文绉绉”等质疑，监制梅小青在接受内地传媒采访时回应，“做了这么多年古装剧，这次的服装最多、花费时间最长、人工也最多。”并且刻意用颜色区分人物，有专门的一组化妆师根据人物不同的成长阶段，还有额头高度、眉毛高低来搭配花钿[22]，古装台词是“想做出古装剧的特色，与时装剧、喜剧应该不同”，剧中比较难说的台词，比如小朋友的台词，尽量口语化。皇帝、皇后、妃子的台词，用古装语的对白，想做出高级一点的效果。并指剧组有一个资料性的部门，会查对白出处，导演在拍摄的时候也会考证字的读音[23]。

## 獎項

### 萬千星輝頒獎典禮2018（海外獎項 - 馬來西亞）
| 獎項            | 單位          | 結果             |
| --------------- | ------------- | ---------------- |
| 最喜愛TVB劇集   | 宮心計2深宮計 | 提名             |
| 最喜愛TVB男主角 | 馬浚偉        | 提名             |
| 最喜愛TVB男主角 | 馬國明        | 提名             |
| 最喜愛TVB男主角 | 蕭正楠        | 提名             |
| 最喜愛TVB女主角 | 胡定欣        | 提名（最後三強） |
| 最喜愛TVB女主角 | 劉心悠        | 提名             |
| 最喜愛TVB女主角 | 陳煒          | 提名             |
| 最喜愛TVB女主角 | 黃心穎        | 提名             |

### 萬千星輝頒獎典禮2018（海外獎項 - 新加坡）
| 獎項            | 單位          | 結果             |
| --------------- | ------------- | ---------------- |
| 最喜愛TVB劇集   | 宮心計2深宮計 | 提名             |
| 最喜愛TVB男主角 | 馬浚偉        | 提名             |
| 最喜愛TVB男主角 | 馬國明        | 提名（最後三強） |
| 最喜愛TVB男主角 | 蕭正楠        | 提名             |
| 最喜愛TVB女主角 | 胡定欣        | 提名（最後三強） |
| 最喜愛TVB女主角 | 劉心悠        | 提名             |
| 最喜愛TVB女主角 | 陳煒          | 提名             |
| 最喜愛TVB女主角 | 黃心穎        | 提名             |

### 萬千星輝頒獎典禮2018
| 獎項               | 單位                             | 結果             |
| ------------------ | -------------------------------- | ---------------- |
| 最佳劇集           | 宮心計2深宮計                    | 提名             |
| 最佳男主角         | 馬國明                           | 提名（最後五強） |
| 最佳男主角         | 蕭正楠                           | 提名             |
| 最佳女主角         | 胡定欣                           | 提名（最後五強） |
| 最佳女主角         | 陳煒                             | 提名（最後五強） |
| 最佳男配角         | 韋家雄                           | 提名（最後五強） |
| 最佳男配角         | 曾偉權                           | 提名             |
| 最佳女配角         | 黃心穎                           | 提名（最後五強） |
| 最佳女配角         | 謝雪心                           | 提名             |
| 最佳女配角         | 康華                             | 提名             |
| 最受歡迎電視女角色 | 胡定欣                           | 提名（最後五強） |
| 最受歡迎電視女角色 | 陳煒                             | 獲獎             |
| 最受歡迎電視男角色 | 馬國明                           | 獲獎             |
| 最受歡迎電視男角色 | 蕭正楠                           | 提名             |
| 最受歡迎電視歌曲   | 無悔無愧（主唱：胡定欣）         | 提名             |
| 最受歡迎電視歌曲   | 明月與海（主唱：馬浚偉、胡定欣） | 提名             |
| 最受歡迎電視歌曲   | 飛娥撲火（主唱：HANA菊梓喬）     | 提名             |

### 觀眾在民間電視大奬2018
| 獎項           | 單位                | 結果 |
| -------------- | ------------------- | ---- |
| 民選最佳男主角 | 任三恕（馬國明 飾） | 提名 |
| 民選最佳女主角 | 王蓁（胡定欣 飾）   | 提名 |
| 民選最佳女配角 | 太平公主（陳煒 飾） | 提名 |

## 記事

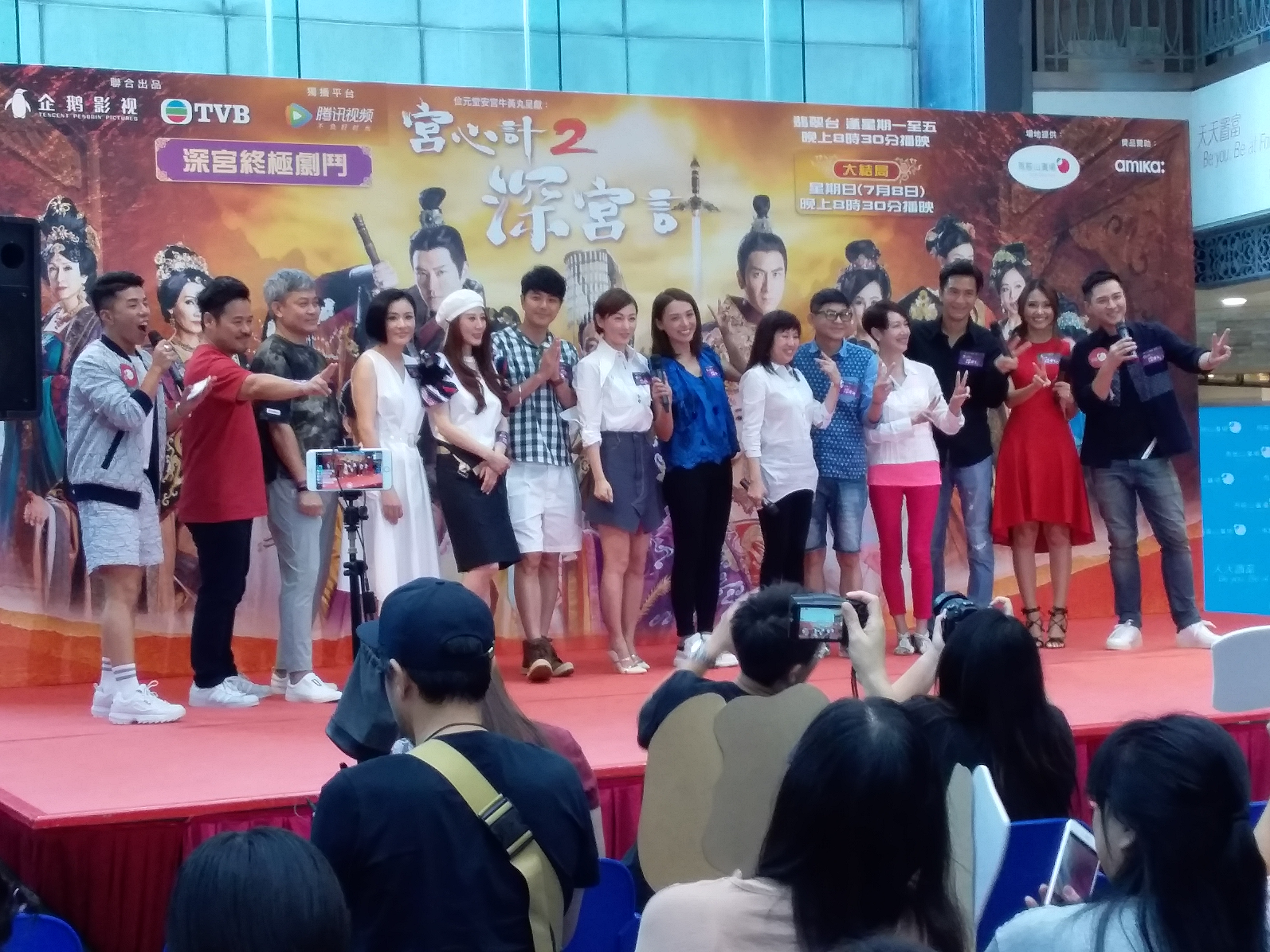
（左二起）該劇演員韋家雄、曾偉權、張文慈、康　華、蕭正楠、劉心悠、陳　煒、總監製梅小青、監製方俊華、演員謝雪心、馬國明、劉溫馨、朱滙林於2018年7月2日到馬鞍山廣場出席「深宮終極劇鬥」宣傳活動。

- 2016年10月26日：此劇於15:00在將軍澳電視廣播城三廠拍攝「2017無綫節目巡禮」宣傳片。[24]
- 2017年1月18日：此劇於14:30在將軍澳工業村駿才街77號電視廣播城四廠舉行造型記者會。[25][26][27][28]
- 2017年2月6日：此劇首日開始拍攝。[29]
- 2017年3月14日：主要演員出席香港國際影視展宣傳其劇集。
- 2017年3月28日：此劇於12:00在將軍澳工業村駿才街77號電視廣播城四廠舉行開鏡拜神儀式。[30][31]
- 2017年5月27日：此劇於10:30在赤鱲角香港國際機場一號客運大樓H櫃位(KA620)出發橫店拍攝外景送機。[32][33][34]
- 2017年6月28日：此劇於晚上在橫店舉行慰勞宴。[35]
- 2017年6月29日：此劇正式煞科。[36]
- 2017年7月20日：此劇於19:00在尖沙咀彌敦道100號The ONE 12樓東海薈‧拉斐特舉行煞科宴。[37][38]
- 2017年10月17日，此剧的插曲开始录音。
- 2017年12月11日、13、14日，此剧拍攝主題曲片頭。
- 2018年3月20日：此劇將參與香港國際影視展。
- 2018年4月12日：此剧拍摄制作特辑。
- 2018年5月15日：此劇於15:00在將軍澳唐德街3號香港九龍東皇冠假日酒店宴會廳III舉行「宮迎紫氣 祥雲再現」記者會。
- 2018年5月17日：此劇於14:30在沙田大涌橋路55-57號Club ONE水中天2樓舉行「深宮倩影 華麗登場」宣傳活動。
- 2018年5月21日：此劇于20:00在油塘大本型商場地下中庭舉行「深宮齊心 大展戲勢」宣傳活動。
- 此劇獲無綫電視安排大量宣傳，包括於2018年5月14至19日20:30-20:35於翡翠台播出宣傳節目《機關算盡深宮計》，以及於2018年5月20日22:30-23:00於翡翠台播出《宮心計2深宮計製作特輯》，更安排於5月21日開播當晚於油塘大本型商場舉行開播宣傳活動。
- 2018年5月26日：此劇于15:00在深水埗欽州街37號西九龍中心一樓大堂舉行「深宮同行 親近市民」宣傳活動。
- 2018年6月3日：此劇於18:30在灣仔皇后大道東387-397號帝盛酒店1樓圃公館舉行「同氣連枝賀深宫」晚宴。
- 2018年6月7日：此劇于15：00在香港仔惠福道4號東華三院賽馬會復康中心禮堂舉行「齊心展愛心」宣傳活動。
- 2018年6月18日：此劇於19:00在銅鑼灣怡和街68號1樓富聲魚翅海鮮酒家舉行「同心協力賀深宮」宣傳活動。
- 2018年6月23日：此劇於15:00在尖沙咀彌敦道132號Mira Place 1 2樓235號TINY微影舉行「行善義賣深宮行」宣傳活動。
- 2018年6月28日：此劇於19:00在觀塘開源道64號源成中心2樓龍皇酒家舉行「至尊至貴賀深宮」宣傳活動。
- 2018年7月2日：此劇於15:00在馬鞍山西沙路608號馬鞍山廣場二樓中庭舉行「深宮終極劇鬥」宣傳活動。
- 2018年7月5日：此劇於19:15在將軍澳唐德街3號香港九龍東皇冠假日酒店宴會廳舉行慶功宴。
- 2018年7月8日：此劇於19:00在鑽石山龍蟠街3號荷里活廣場一樓明星廣場舉行「深宮結局齊齊睇」宣傳活動，而當晚此劇於20:30-21:30播映大結局（第36集）。
- 2018年7月25日：此劇於18:15在將軍澳工業村駿才街77號電視廣播城二樓中菜廳舉行祝捷晚宴。

## 製作團隊
| - 出品人：孫忠懷、杜之克 - 總策劃：韓志傑、王娟、梅小青 - 總製片人：方芳 - 製片人：張萌、楚飛、罗學欣 - 總監製／總導演：梅小青 - 監製：方俊華 - 导演：方俊華、歐耀杰、何嘉華、祈健聪、朱礼和 - 助理編導：謝沛然、魏梓為、江子勇、關鳳珊、林麗萍、马子恩、张恒浩 - 編審：林少枝、阮美鳳 - 編劇：雷兆銘、秦凡洛、成 雯、霍婉君、鄭思源、張慧雅 - 製作統籌：文家麗 |

## 外部連結
- 宮心計2深宮計 - 官方網站（页面存档备份，存于）- TVB.COM
- 宮心計2深宮計的Facebook專頁- TVB
- YouTube上的宮心計2深宮計播放列表- TVB (official)
- YouTube上的宮心計2深宮計播放列表- TVBUSAofficial
- 《宮心計2深宮計》金雕玉砌 經典回歸 華麗登場（页面存档备份，存于）- TVBUSA
- 宮心計2深宮計 - 八大電視官方網站（页面存档备份，存于）
- 豆瓣电影上《宮心計2深宮計》的資料 （简体中文）

## 電視節目的變遷
| 香港 無綫電視翡翠台 星期一至五 20:30 - 21:30 · 7月8日（星期日）20:30 - 21:30 | 香港 無綫電視翡翠台 星期一至五 20:30 - 21:30 · 7月8日（星期日）20:30 - 21:30 | 香港 無綫電視翡翠台 星期一至五 20:30 - 21:30 · 7月8日（星期日）20:30 - 21:30 |
| ---------------------------------------------------------------------------- | ---------------------------------------------------------------------------- | ---------------------------------------------------------------------------- |
|                                                                              | 宮心計2深宮計 （2018年5月21日－2018年7月8日）                                |                                                                              |
| 逆緣 （2018年4月2日－2018年5月18日）                                         | BB來了 （2018年7月9日－2018年8月3日）                                        |                                                                              |

| 翡翠台下午劇集時段 星期一至五 14:45-15:45 | 翡翠台下午劇集時段 星期一至五 14:45-15:45 | 翡翠台下午劇集時段 星期一至五 14:45-15:45 |
| ----------------------------------------- | ----------------------------------------- | ----------------------------------------- |
|                                           | 宮心計2深宮計 （2024.06.20 - 2024.08.08） |                                           |
| 宮心計 （2024.05.06 - 2024.06.19）        | 反黑路人甲 （2024.08.09 - 2024.09.19）    |                                           |

| 马来西亚 Astro AOD、Astro AOD HD 星期一至五 20:30 - 21:30 | 马来西亚 Astro AOD、Astro AOD HD 星期一至五 20:30 - 21:30 | 马来西亚 Astro AOD、Astro AOD HD 星期一至五 20:30 - 21:30 |
| --------------------------------------------------------- | --------------------------------------------------------- | --------------------------------------------------------- |
|                                                           | 宮心計2深宮計 （2018年5月21日－2018年7月8日）             |                                                           |
| 逆緣 （2018年4月2日－2018年5月18日）                      | BB來了 （2018年7月9日－2018年8月3日）                     |                                                           |

| 新加坡 HUB戏剧首选 星期一至五 20:30 - 21:30 | 新加坡 HUB戏剧首选 星期一至五 20:30 - 21:30   | 新加坡 HUB戏剧首选 星期一至五 20:30 - 21:30 |
| ------------------------------------------- | --------------------------------------------- | ------------------------------------------- |
|                                             | 宮心計2深宮計 （2018年5月21日－2018年7月8日） |                                             |
| 逆緣 （2018年4月2日－2018年5月18日）        | BB來了 （2018年7月9日－2018年8月3日）         |                                             |

| 無綫翡翠台 星期二至六 20:30 - 21:30  | 無綫翡翠台 星期二至六 20:30 - 21:30           | 無綫翡翠台 星期二至六 20:30 - 21:30 |
| ------------------------------------ | --------------------------------------------- | ----------------------------------- |
|                                      | 宮心計2深宮計 （2018年5月22日－2018年7月9日） |                                     |
| 逆緣 （2018年4月3日－2018年5月19日） | BB來了 （2018年7月10日－2018年8月4日）        |                                     |

| 新加坡 HUB娱家戏剧台 劇集首映 星期一至五 21:00 - 22:00 | 新加坡 HUB娱家戏剧台 劇集首映 星期一至五 21:00 - 22:00 | 新加坡 HUB娱家戏剧台 劇集首映 星期一至五 21:00 - 22:00 |
| ------------------------------------------------------ | ------------------------------------------------------ | ------------------------------------------------------ |
|                                                        | 宮心計2深宮計 （2018年8月1日－2018年9月19日）          |                                                        |
| 琅琊榜之风起长林 （2018年5月23日－2018年7月31日）      | 延禧攻略 （2018年9月20日－2018年12月26日）             |                                                        |

| 越南 西贡有线电视台9频道 星期一至五 19:00 - 20:00 | 越南 西贡有线电视台9频道 星期一至五 19:00 - 20:00 | 越南 西贡有线电视台9频道 星期一至五 19:00 - 20:00 |
| ------------------------------------------------- | ------------------------------------------------- | ------------------------------------------------- |
|                                                   | 宮心計2深宮計 （2018年5月21日－2018年7月8日）     |                                                   |
| 逆緣 （2018年4月2日－2018年5月18日）              | BB來了 （2018年7月9日－2018年8月3日）             |                                                   |

| 臺灣 八大第一台 每週一至週五 19:00 - 21:00 | 臺灣 八大第一台 每週一至週五 19:00 - 21:00    | 臺灣 八大第一台 每週一至週五 19:00 - 21:00 |
| --- | --------------------------------------------- | ------------------------------------------ |
| | 宮心計2深宮計 （2019年2月12日－2019年3月7日） |                                            |
| 溫暖的弦（重播） （19:00 - 20:00） （2018年12月4日－2019年2月7日）报告！教练（重播） （19:00 - 20:00） （2019年2月8日－2019年2月11日）延禧攻略（重播） （20:00 - 21:00） （2018年11月6日－2019年2月11日） | 芸汐传 （2019年3月8日－2019年4月10日）        |                                            |

| 马来西亚 Astro華麗台、Astro華麗台HD 星期六至日 16:00 - 19:00（3集連播） · Encore好氣勢 | 马来西亚 Astro華麗台、Astro華麗台HD 星期六至日 16:00 - 19:00（3集連播） · Encore好氣勢 | 马来西亚 Astro華麗台、Astro華麗台HD 星期六至日 16:00 - 19:00（3集連播） · Encore好氣勢 |
| -------------------------------------------------------------------------------------- | -------------------------------------------------------------------------------------- | -------------------------------------------------------------------------------------- |
|                                                                                        | 宫心计2深宫计 （2019年5月11日－2019年6月16日）                                         |                                                                                        |
| 無間道 （2019年4月6日－2019年5月5日）                                                  | 果欄中的江湖大嫂 （2019年6月22日－2019年7月21日）                                      |                                                                                        |

| 马来西亚 八度空间、TV2 Golden Phoenix, TVB之最 星期一至五 19:00－19:58、17:00 - 18:00, 1月24, 27日,7月13日, 8月31日暂停播出 | 马来西亚 八度空间、TV2 Golden Phoenix, TVB之最 星期一至五 19:00－19:58、17:00 - 18:00, 1月24, 27日,7月13日, 8月31日暂停播出 | 马来西亚 八度空间、TV2 Golden Phoenix, TVB之最 星期一至五 19:00－19:58、17:00 - 18:00, 1月24, 27日,7月13日, 8月31日暂停播出 |
| --- | --- | --- |
| | 宮心計2深宮計 （2020年1月20日－2020年3月11日）                                                                              | |
| 平安谷之詭谷傳說 （2019年12月23日－2020年1月17日）                                                                          | 再創世紀 （2020年3月12日－2020年4月30日）                                                                                   | |

| 無綫翡翠台香港時區 星期一至五 21:30 - 22:30，2020年4月18日 星期六 21:30 - 22:30 | 無綫翡翠台香港時區 星期一至五 21:30 - 22:30，2020年4月18日 星期六 21:30 - 22:30 | 無綫翡翠台香港時區 星期一至五 21:30 - 22:30，2020年4月18日 星期六 21:30 - 22:30 |
| ------------------------------------------------------------------------------- | ------------------------------------------------------------------------------- | ------------------------------------------------------------------------------- |
|                                                                                 | 宮心計2深宮計 （2020年3月2日－2020年4月18日）                                   |                                                                                 |
| 大醬園 （2020年1月20日－2020年2月28日）                                         | 十八年後的終極告白 （2020年4月20日－2020年5月15日）                             |                                                                                 |

| 新加坡 HUB都會台 星期日 22:00 - 00:00 两集连播 | 新加坡 HUB都會台 星期日 22:00 - 00:00 两集连播    | 新加坡 HUB都會台 星期日 22:00 - 00:00 两集连播 |
| ---------------------------------------------- | ------------------------------------------------- | ---------------------------------------------- |
|                                                | 宮心計2深宮計 （2023年3月12日－2023年7月9日）     |                                                |
| —                                              | 平安谷之詭谷傳說 （2023年7月16日－2023年9月17日） |                                                |